# Cannabis als Rauschmittel

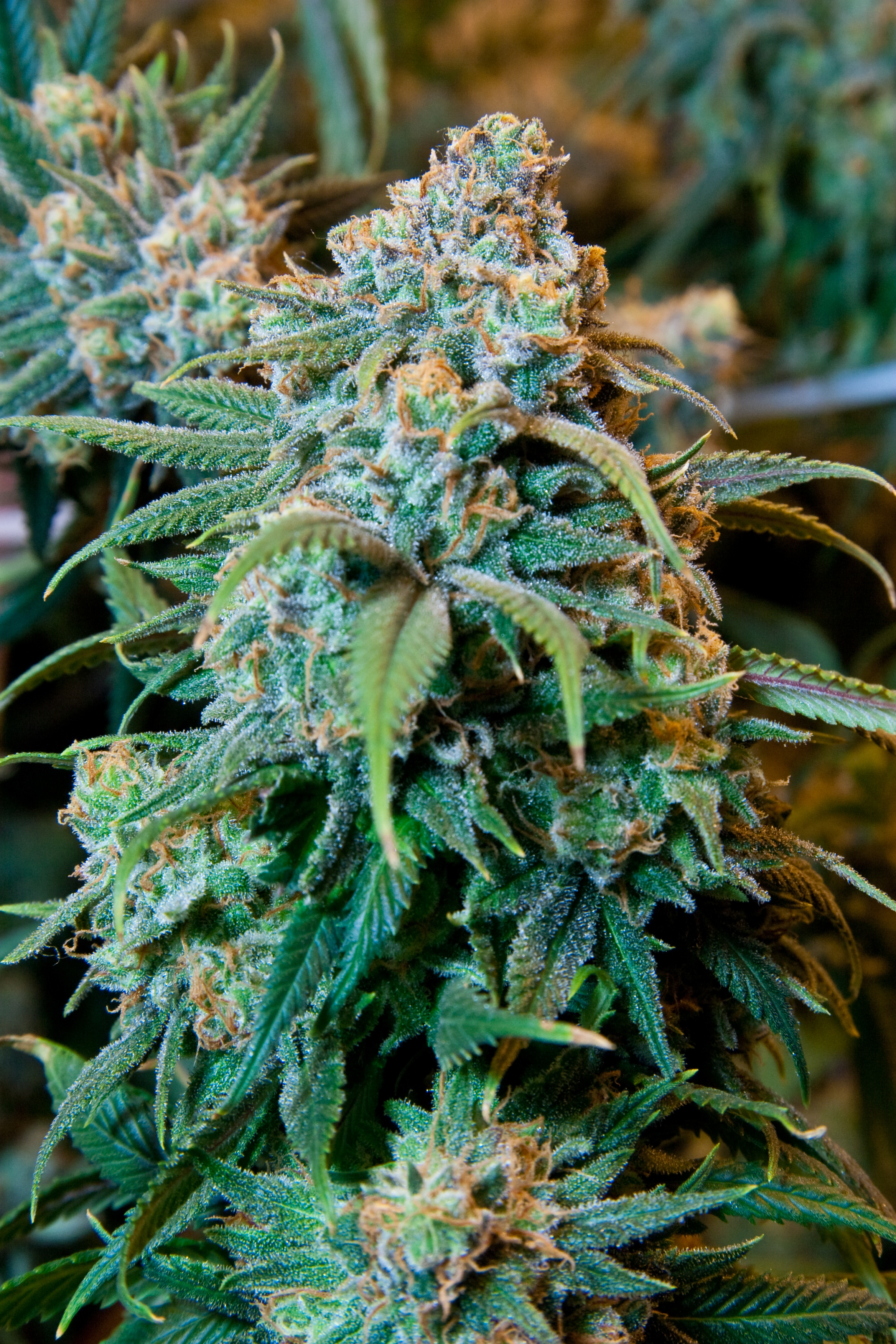
Blühende weibliche Hanfpflanze

Werden Pflanzenteile der weiblichen Hanfpflanze (meist Cannabis sativa, Cannabis indica oder deren Kreuzungen) konsumiert, können sie eine berauschende Wirkung hervorrufen und man spricht von Cannabis als Rauschmittel.
Andere Bezeichnungen für diese Pflanzenprodukte sind Marihuana (für die weiblichen Blüten) und Haschisch (für das daraus gewonnene und gepresste Harz). Des Weiteren gibt umgangssprachliche Ausdrücke in der „Kifferszene“ wie etwa Gras, englisch Weed, Odd, Ganja, Grün oder Mary Jane.
Auch Extrakte wie Haschischöl werden als Rauschmittel genutzt. Besitz und Weitergabe solcher Cannabisprodukte sind in den meisten Ländern verboten. Das ist auch in Österreich und der Schweiz weitgehend der Fall, wo Cannabis, wie auch in vielen anderen Ländern mit einer Cannabis-Prohibition, die am häufigsten konsumierte illegale Rauschdroge ist.
Die weibliche Cannabis-sativa-Pflanze enthält mehr als 500 chemische Verbindungen, darunter 120 bisher identifizierte Cannabinoide, die als arylsubstituierte Meroterpene nur in Cannabis sativa vorkommen. Die wichtigste und stärkste psychoaktive Substanz in Cannabis ist Δ9-Tetrahydrocannabinol (THC). Weitere Cannabinoide sind unter anderem Δ8-Tetrahydrocannabinol, Cannabinol und Cannabidiol (CBD).
Cannabis hat neben den von Konsumenten gewünschten Rauscheffekten, wie einer veränderten Wahrnehmung oder Euphorie, auch negative kognitive, kardiovaskuläre, respiratorische (bei Inhalation von Rauch), neuronale und psychische Auswirkungen. Das Abhängigkeitsrisiko von Cannabis ist komplex und variabel. Es besteht die Möglichkeit einer Toleranzentwicklung bei wiederholtem Konsum sowie eines Entzugssyndroms bei Cannabisentzug. Insbesondere der Konsum in jüngeren Jahren birgt ein hohes Risiko für langfristige Schäden.
Es eignen sich nicht alle Cannabissorten als Rauschmittel. Nutzhanfsorten (aber auch manche medizinische Cannabissorten) enthalten den notwendigen Wirkstoff THC nur in geringen, nicht spürbar wirkenden Mengen. Weltweit nutzten im Jahr 2019 nach konservativen Schätzungen ca. 200 Millionen Menschen (≈ 4 % der Weltbevölkerung) Cannabis als Rauschmittel.

## Geschichte

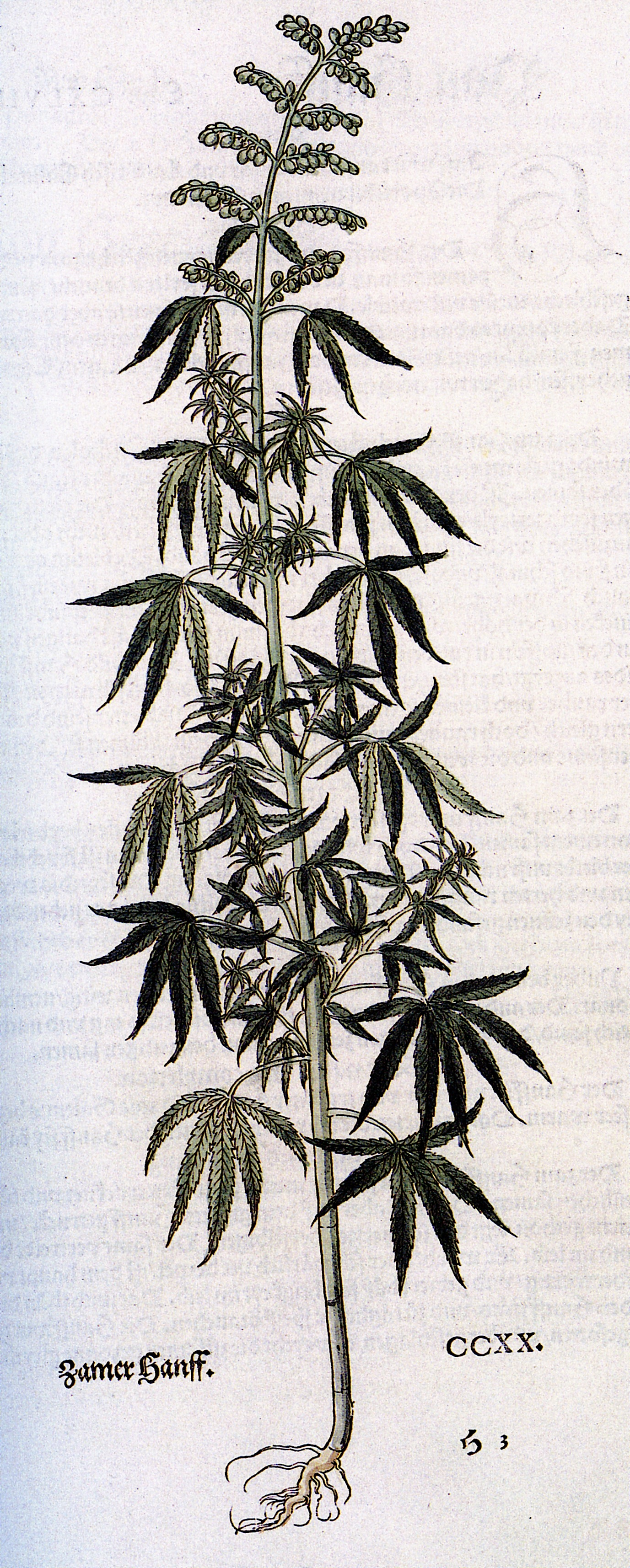
Männliche Cannabis sativa aus Leonhart Fuchs’ Das Kräuterbuch, 1543

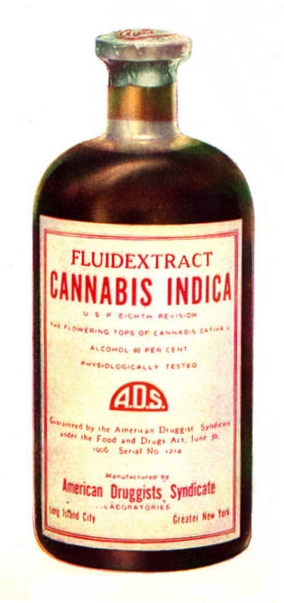
Cannabisextrakt, Anfang 20. Jahrhundert

### Medizingeschichte

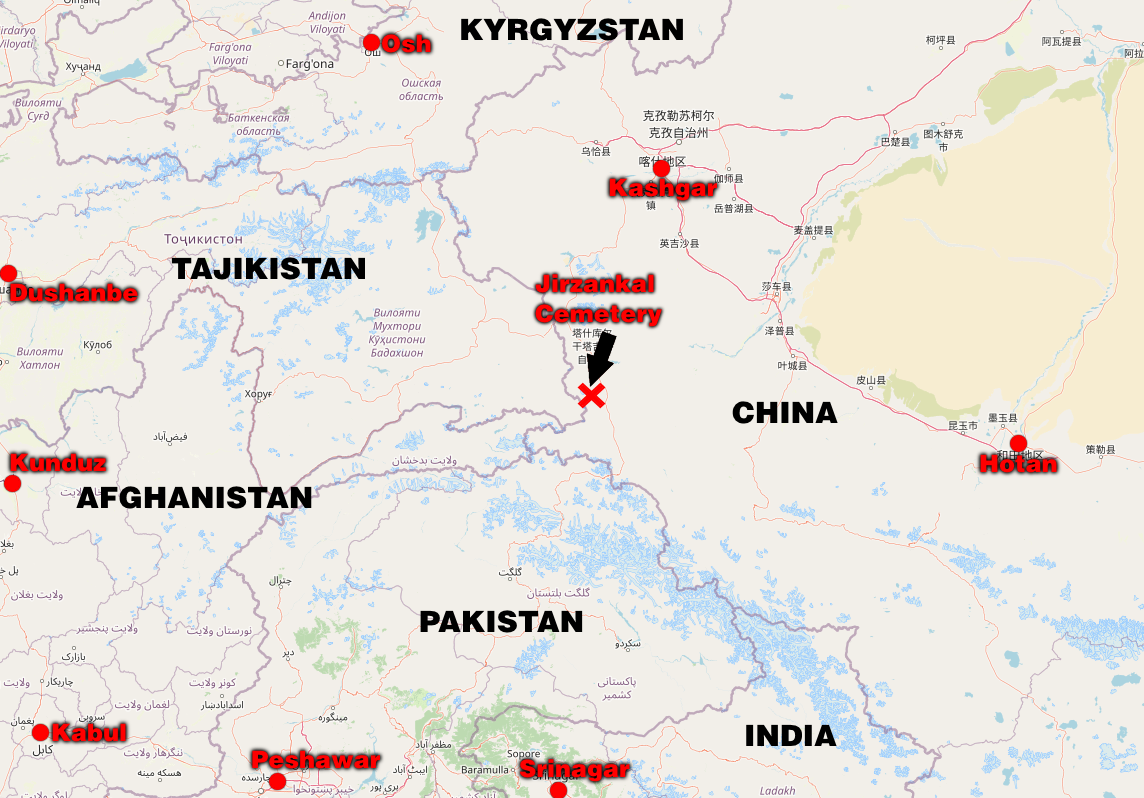
Aktuelle Karte des Jirzankal-Friedhofs (China), Ort der frühesten Beweise für das Rauchen von Cannabis

Die ersten Schriften zur medizinischen Nutzung von Cannabis, für die aufgrund der hohen Menge der darin enthaltenen Cannabinoide fast ausschließlich die weiblichen Blüten der Hanfpflanze verwendet werden, gehen auf ein rund 4700 Jahre altes chinesisches Lehrbuch über Botanik und Heilkunst zurück. Der älteste Marihuanafund datiert auf die Zeit um 700 v. Chr. und war eine Grabbeigabe. In Ausgrabungen in den Yanghai-Gräbern in Xinjiang, einem autonomen Gebiet im Westen Chinas, fanden sich Reste von Keimlingen, Blättern und Früchten von Cannabis sativa. Mit der Radiokohlenstoffdatierung konnte deren Alter auf ca. 2500 Jahre bestimmt werden.
Berichte über die Anwendung der Inhaltsstoffe zu medizinischen oder rituellen Zwecken finden sich in indischer Literatur vor etwa 2400 Jahren (400 v. Chr.). Medizinische Literatur dieser Zeit deutet auch auf mögliche Anwendungen bei Epilepsie und bei Schmerzen hin. Herodot berichtet von den Skythen, dass sie in ihren Zelten Hanfsamen auf heiße Steine legten und aufgrund der euphorisierenden Wirkung aufjubelten. Dieses Dampfbad (gr. πυρία pyria) diente vor allem der Reinigung, zumal Hanfsamen kein THC beinhalten und somit keine berauschende Wirkung haben.
Cannabis wurde seit dem ersten Kreuzzug (1096–1099) in die europäische Volksmedizin eingeführt. Auf der Kreuzfahrerburg Krak des Chevaliers wurde an der Kapelle ein Graffito des 13. Jahrhunderts entdeckt, das eine stehende Figur mit pfeifenförmigem Gegenstand zeigt, der als Haschischpfeife gedeutet wird. Cannabis taucht seither in vielen Klostermedizinen auf. Anwendungsbereiche waren rheumatische und bronchiale Erkrankungen. Darüber hinaus wurde Cannabis allgemein als Opiumersatz verschrieben. Schon im 5. Jahrhundert n. Chr. fand Cannabis Eingang in die medizinische Literatur (→ Wiener Dioskurides) sowie ab dem 15. Jhdt. in die Kräuterbücher (→ Hortus sanitatis).
Der moderne medizinische Gebrauch von Cannabis begann 1838 mit dem irischen Arzt William Brooke O’Shaughnessy, der in Indien mit Indischem Hanf experimentierte, um Rheumatische Erkrankungen, Tetanus, Cholera und
Epilepsie zu behandeln. Seine auf eine breite wissenschaftliche Basis gestellten Untersuchungen fanden schnell in Europa Resonanz und wurden für die Behandlung verschiedenster Beschwerden genutzt, so bei neuropathischen Schmerzzuständen (Michael Donovan), Chorea und Trigeminusneuralgie (Dominic Corrigan), Gebärmutterblutungen (Fleetwood Churchill) und Migräneprophylaxe (Richard Greene). Selbst der Leibarzt der Königin, John Russell Reynolds, empfahl Cannabis gegen Menstruationsbeschwerden.
Im psychiatrischen Bereich wurde der französische Arzt Jacques-Joseph Moreau zum Wegbereiter des therapeutischen Cannabis-Einsatzes. 1845 beschrieb er als erster systematisch die psychischen und nervlichen Effekte der Droge. In der Folge wurden Cannabis-Tinkturen und -Extrakte von vielen großen Pharmazieunternehmen hergestellt, konnten sich aber aufgrund der wegen des schwankenden Wirkstoffgehalts der Ausgangsdroge schwierigen Standardisierung und damit schwer replizierbaren Wirkung im klinischen Bereich nie durchsetzen und wurden stets mit großer Vorsicht eingesetzt. Frei verkaufte Präparate mussten schon früh in vielen Ländern mit Warnhinweisen versehen werden. Laut Jack Herer und Mathias Bröckers war Marihuana zwischen 1842 und 1898 in Amerika das am häufigsten benutzte Schmerzmittel, wurde dann von Acetylsalicylsäure verdrängt und schließlich als Heilmittel von einer breiten Palette neuer, synthetischer Arzneimittel abgelöst.
Dem entgegen stehen Standardwerke des späten 19. Jahrhunderts, die explizit herausstellen, dass Cannabispräparate in der Medizin eine marginale Rolle spielen oder eine pharmakologische Wirkung gegen allgemeine Schmerzzustände gar nicht erst erwähnen. In Europa waren zwischen 1850 und 1950 über 100 verschiedene Cannabismedikamente erhältlich. Wegen Dosierungsschwierigkeiten, paradoxen Wirkungen und der Entwicklung synthetischer Medikamente nahmen die Verschreibungen im 20. Jahrhundert ab, bis Cannabis Mitte des 20. Jahrhunderts fast weltweit komplett verboten wurde. Heute ist die medizinische Anwendung von Cannabis in vielen Ländern wieder erlaubt. Allerdings ist es beispielsweise in Österreich nahezu unmöglich, Cannabis legal als Medikament zu bekommen.
In Frankreich wurden die bewusstseinsverändernden Eigenschaften der Inhaltsstoffe betont, insbesondere in literarischen Kreisen, etwa von Alexandre Dumas dem Älteren, Charles Baudelaire und Fitz Hugh Ludlow, während in England medizinische Anwendungen im Vordergrund standen. Die in der Literatur häufig anzutreffende Behauptung, Hanf sei unter dem Namen Knaster oder „starker Tobak“ oft als günstiger Tabakersatz verwendet worden, geht wohl auf das populärwissenschaftliche Buch „Von Hanf ist die Rede“ des österreichischen Journalisten Hans-Georg Behr zurück und lässt sich vor 1982 nicht belegen. Bei Knaster handelt es sich im Gegenteil um besonders hochwertigen Tabak.

### Verwendung als Rauschmittel und Verbot
Bis in das erste Drittel des 20. Jahrhunderts war Cannabis, gewöhnlich in Form von alkoholischen Extrakten, ein leicht verfügbares Medikament und im 19. Jahrhundert eines der am häufigsten verschriebenen. Auf der zweiten Opiumkonferenz am 19. Februar 1925 in Genf unterzeichnete Deutschland ein überarbeitetes Abkommen aus der ersten Opiumkonferenz über den Handel mit Drogen. Es wurde am 25. September 1928 in Kraft gesetzt. Daraufhin wurden auch Drogen wie Heroin, Kokain und, auf Drängen von Ägypten, auch Cannabis mit in die Liste aufgenommen und mit Opiaten gleichgestellt. Indien, das als einziges Land eine wissenschaftliche Forschung vorzeigen konnte, widersprach aus religiösen und kulturellen Gründen. Auch Deutschland sah keinen Grund, Cannabis mit aufzunehmen.
Daraufhin drohte Ägypten mit Importbeschränkungen für Kokain (Merck KGaA) und Heroin (Bayer AG). Bayer intervenierte bei der damaligen deutschen Regierung, die sich dann dem Verbot anschloss, sodass 1929 ein neues Opiumgesetz verabschiedet wurde. Zur aktuellen Illegalisierung von Cannabis kam es in der zweiten Hälfte des 20. Jahrhunderts durch die direkte Überführung des Opiumgesetzes des Deutschen Reiches in der Fassung vom 10. Dezember 1929 (RGBl. I, S. 215) in das Betäubungsmittelgesetz am 24. Dezember 1971
(BGBl. 1971 I S. 2092).

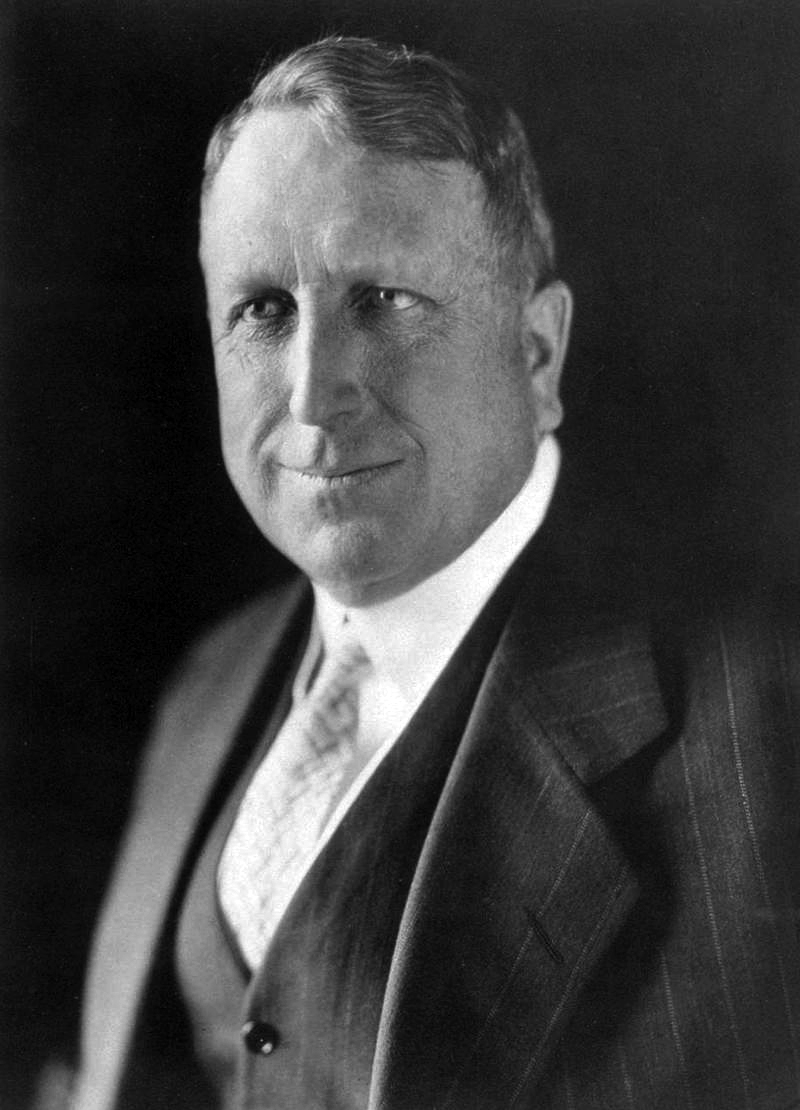
William Randolph Hearst

Anfang 1936 setzte in den USA ein gezielter Lobbyismus, eine rassistisch gefärbte Propaganda der Hearst Corporation des Medienmoguls William Randolph Hearst gegen das als neue Droge wahrgenommene Marihuana ein; dass Marihuana und Hanf identisch sind, wurde nicht erkannt. In Hearsts Zeitungen wurden Verbrechen häufig mit Marihuana in Verbindung gebracht. Der Begriff Marihuana entstammt der Sprache mexikanischer Einwanderer. Marihuana wurde in Filmen wie Reefer Madness als „Droge der Perversen, siechenden Untermenschen, geistlosen Negern und mexikanischen Immigranten“ beschrieben.
Kritiker meinen, dass diese Kampagne deswegen eingeleitet wurde, weil Hanf ein preisgünstiger Ausgangsstoff für die Papier- und Rohstoffproduktion war und dem Wald- und Papiermühlenbesitzer Hearst und der Chemiefirma DuPont daher hohe finanzielle Verluste hätte einbringen können. DuPont patentierte in dieser Zeit Nylon und Rayon, die in Konkurrenz zur Hanffaser standen. Letztendlich könnte das zum De-facto-Verbot im Jahr 1937 geführt haben. Kritiker dieser Theorie sind der Meinung, dass Hearst als Kapitalist auch von Hanf hätte profitieren können. So würde Autor Herer die allgemeine xenophobe und rassistische Stimmung in der Gesellschaft, wie die bekannte Rassentrennung in den USA, ausblenden.
Kurz nach dem Verbot meldete das Magazin Popular Mechanics die Erfindung und Produktion effizienter Erntemaschinen für den bis dahin aufwändig zu erntenden Hanf. Auch Popular Mechanics hatte das Verbot von Hanf noch nicht als solches wahrgenommen und prophezeite ihm goldene Zeiten. Eine der treibenden Kräfte des US-Cannabisverbots war der Vorsitzende des Bureau of Narcotics Harry J. Anslinger. Er war vom damaligen Finanzminister der USA Andrew W. Mellon bestellt und eingesetzt worden, einem Schwiegeronkel von Anslinger, der auch Banker und Geldgeber von William Randolph Hearst und DuPont war.
Die Produktion des Hanfs lebte während des Zweiten Weltkriegs in den USA noch einmal auf. Hanfbauern wurden vom Militärdienst freigestellt und man drehte Werbefilme wie Hemp for Victory, da Hanf als Rohstoff für Uniformen, Verbandszeug, Flugzeugbau und Ähnliches benötigt wurde. Nach dem Zweiten Weltkrieg wurden alle Hanffelder wieder verboten und verbrannt. Die deutsche Version davon war Die lustige Hanffibel, 1939, hrsg. vom Reichsnährstand Berlin aus der Buchreihe Lustige Fibeln, welche auf einfache Art und Weise beim Hanfanbau anleiten sollte.

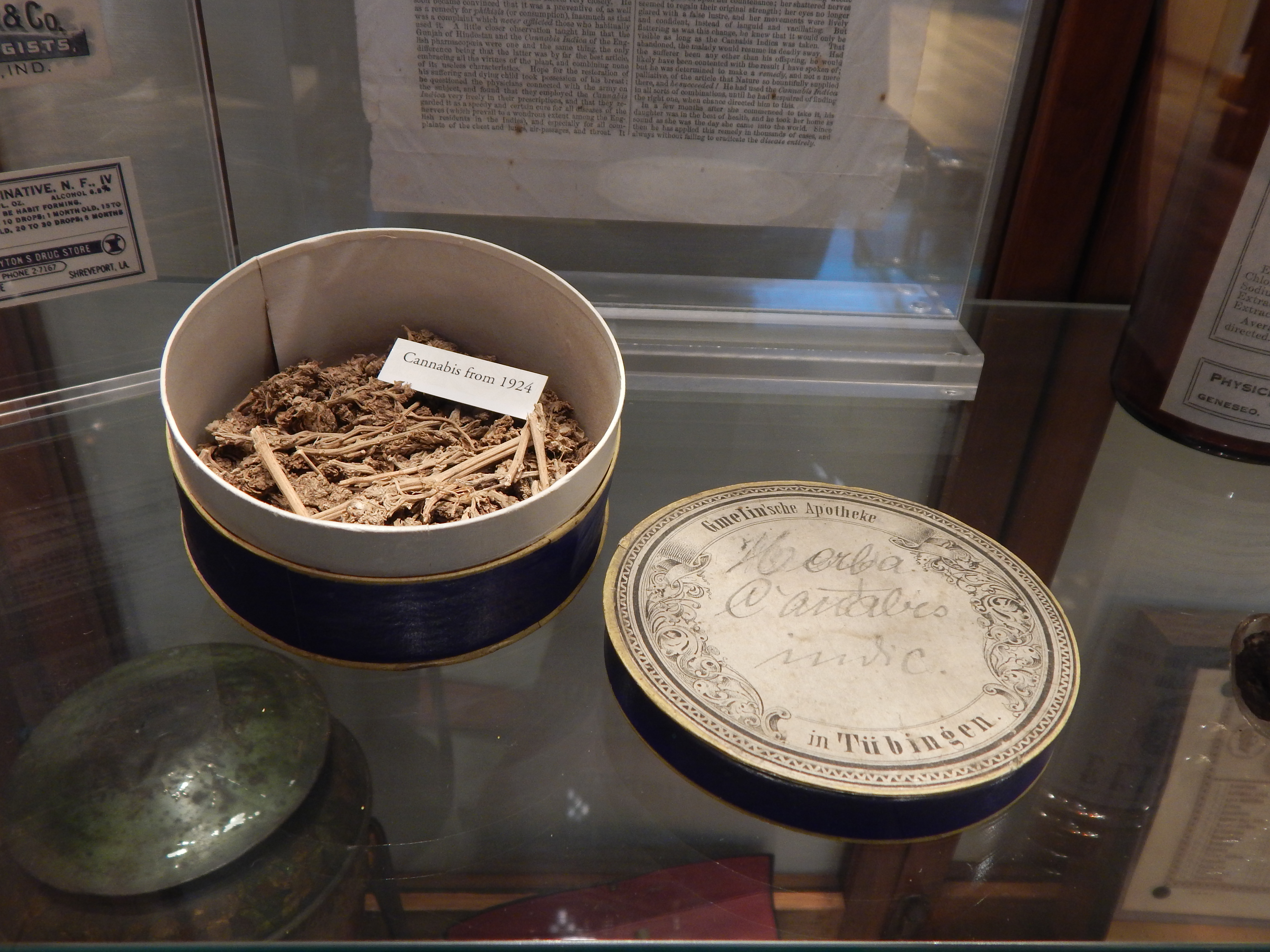
Hanfkraut von 1924
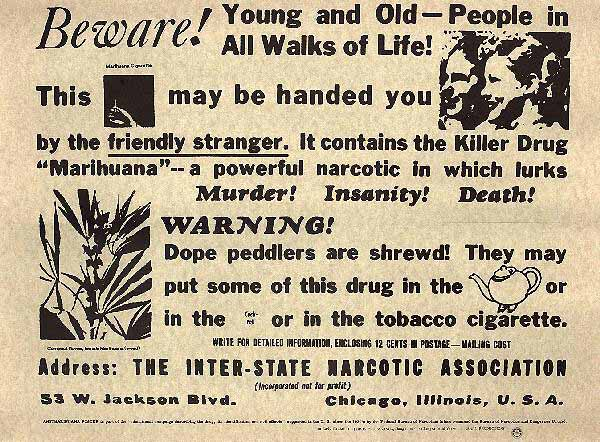
Anzeige des Federal Bureau of Narcotics aus dem Jahr 1935
- Hemp for Victory aus dem Jahr 1942

## Produkte

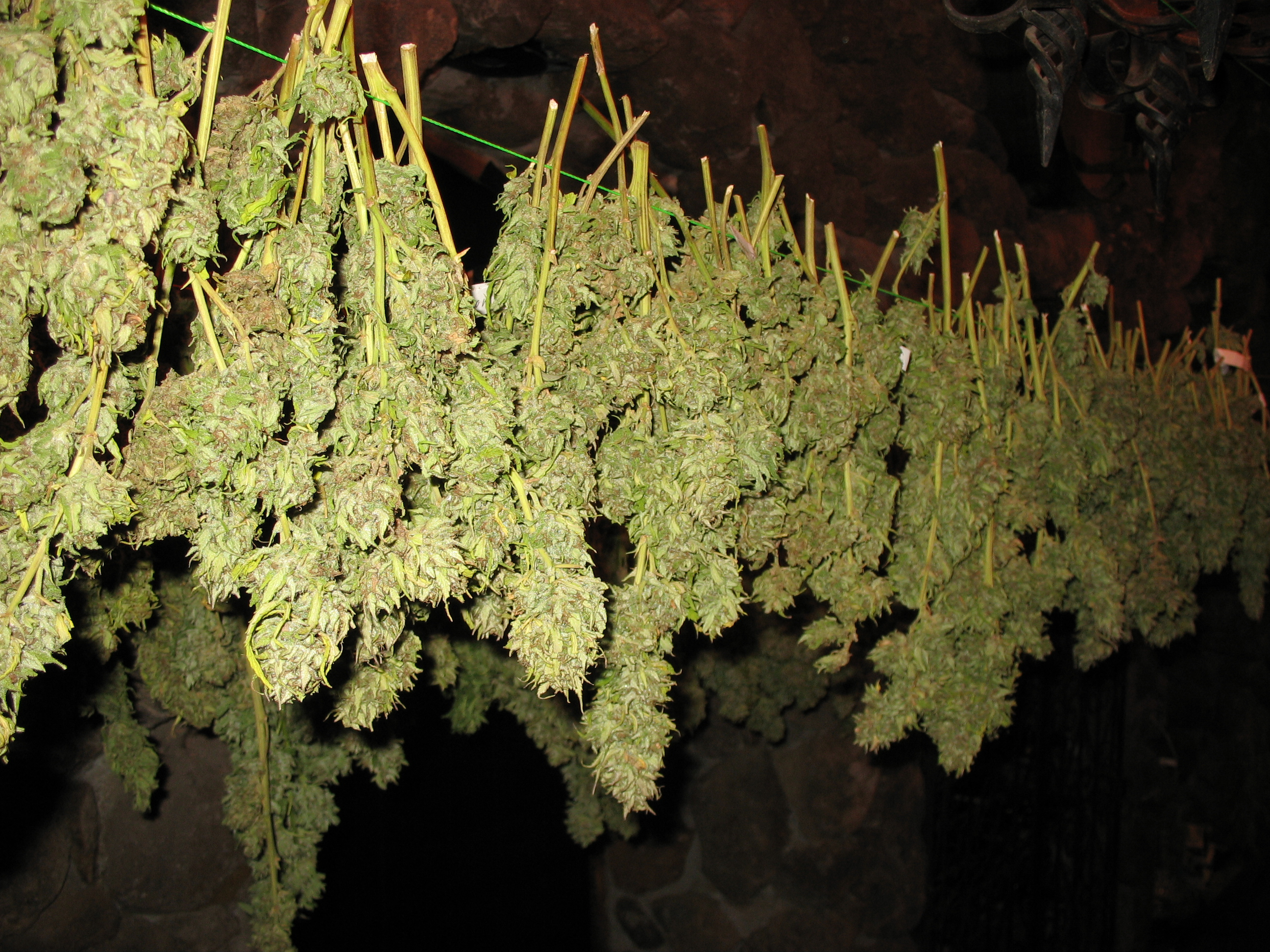
Geerntete Hanfblüten zum Trocknen aufgehängt

### Cannabisblüten (Marihuana)
Die getrockneten unbefruchteten weiblichen Blütenstände (mit oder ohne anhängende Blätter) werden geraucht oder verdampft. Ein Wirkstoffgehalt von bis über 30 % ist mit bestimmten Cannabissorten unter Bestbedingungen möglich. Aktuell bietet medizinisches Cannabis in Deutschland je nach Sorte THC-Werte zwischen unter 1 und bis zu 22 %. Der CBD-Gehalt liegt bei offizinellem medizinischem Cannabis in Deutschland zwischen unter 0,05 und 10,2 %.

### Cannabisextrakte (Haschischöl, dab)
Das mit meist aprotisch-unpolaren Lösungsmitteln aus der Pflanze extrahierte Öl wird verdampft und eingeatmet (dabben), geraucht oder zur Zubereitung THC-haltiger Getränke und Speisen verwendet. Cannabisextrakte mit Butan oder Propan als Lösungsmittel werden dab, BCO (butane cannabis oil), BHO (butane hash oil) oder PHO (propane hash oil) genannt. Die Fraktionen des Extrakts können in Cannabinoide (u. a. in Säureform), Monoterpene und Sesquiterpene unterteilt werden. Die THC-Gehalte können bis zu 90 % betragen, beim Einsatz von überkritischem CO2 betrug die Cannabinoidfraktion bis zu 92 %. Es kann auch decarboxylierter Cannabisextrakt hergestellt werden, der bei der oralen Aufnahme, z. B. durch Träufeln unter die Zunge, dient, was bei reinem THC-Säure-Extrakt zu keinem Rausch führen würde. Dabei wird die THC-Carbonsäure der Pflanze in THC umgewandelt.

### Haschisch
Das gepresste Harz der Hanfpflanze wird geraucht oder, in Fett gelöst, zur Zubereitung THC-haltiger Getränke und Speisen verwendet.

### Kief
Kief (auch Keef oder Skuff genannt) ist eine pudrige Substanz aus den Trichomen der Hanfpflanze.

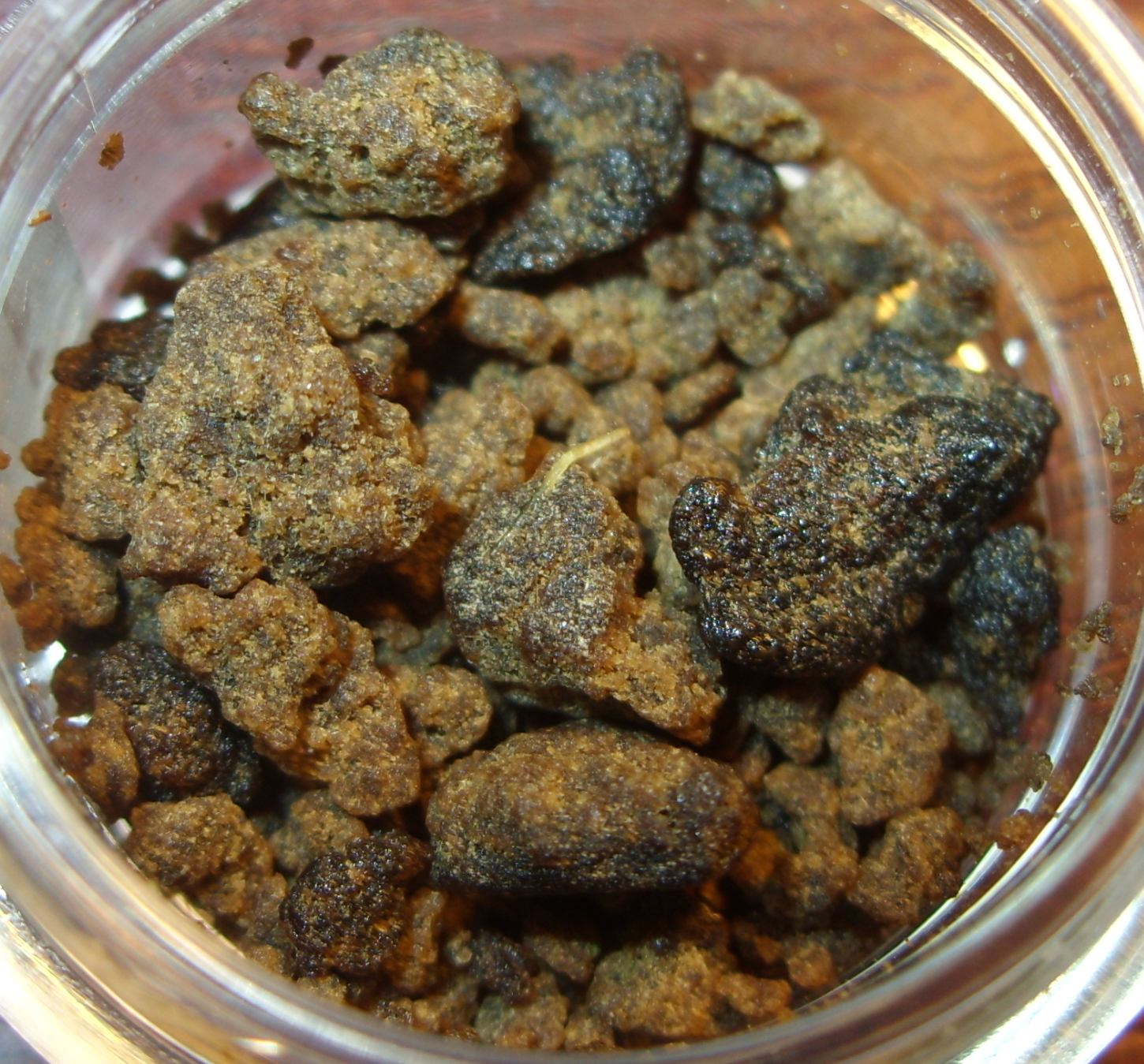
Haschisch
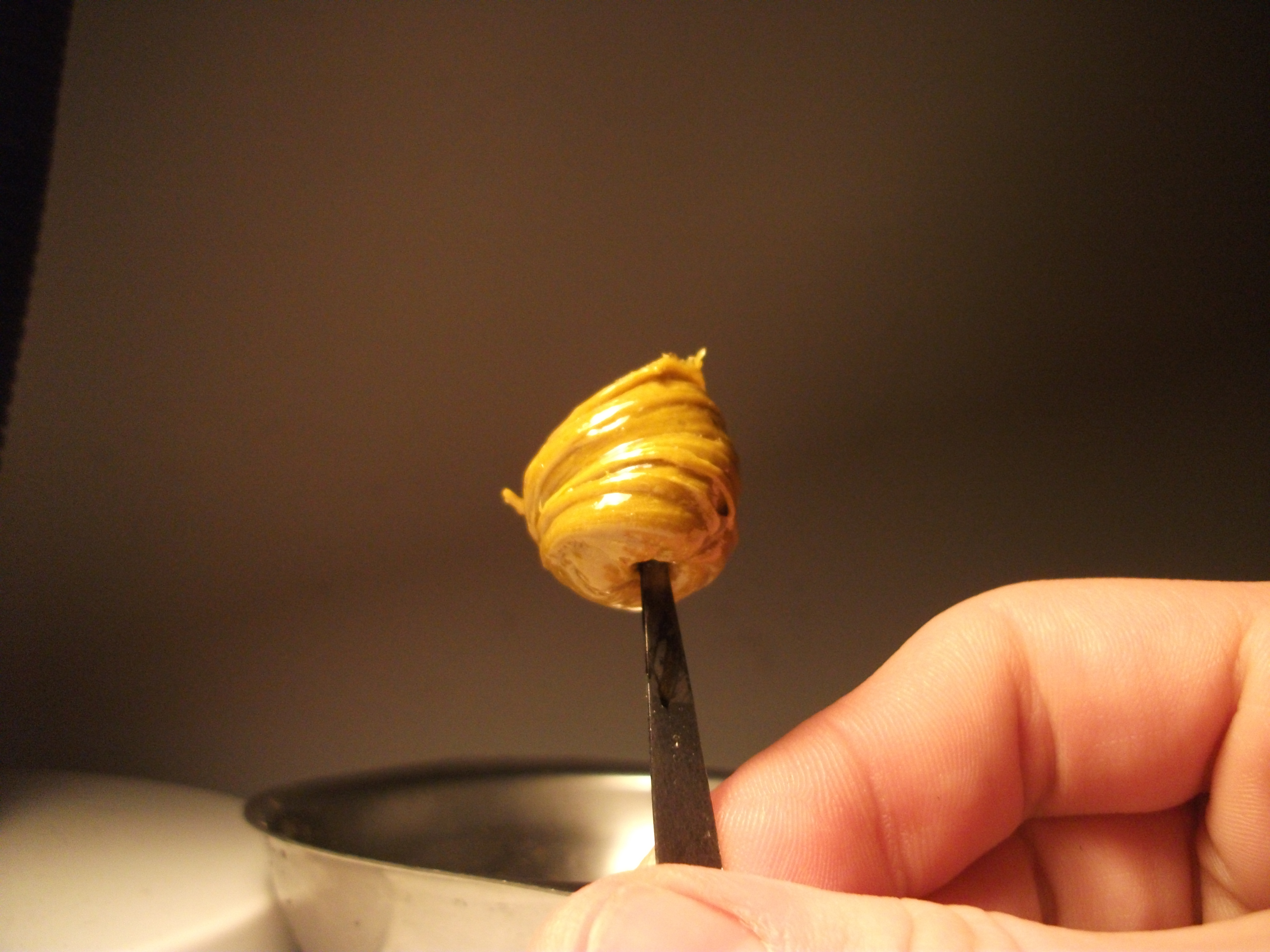
Haschischöl (dab)
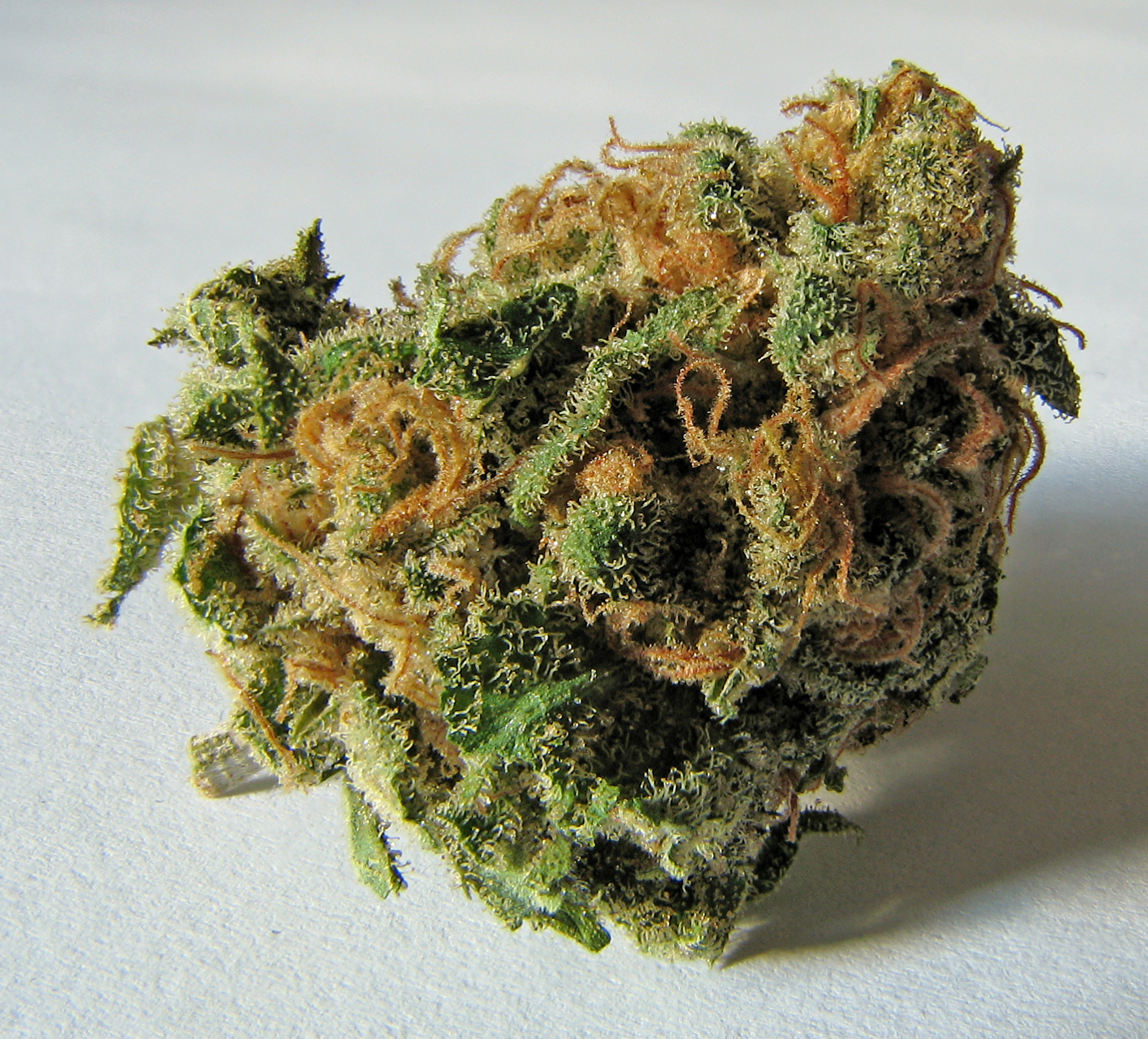
Marihuana
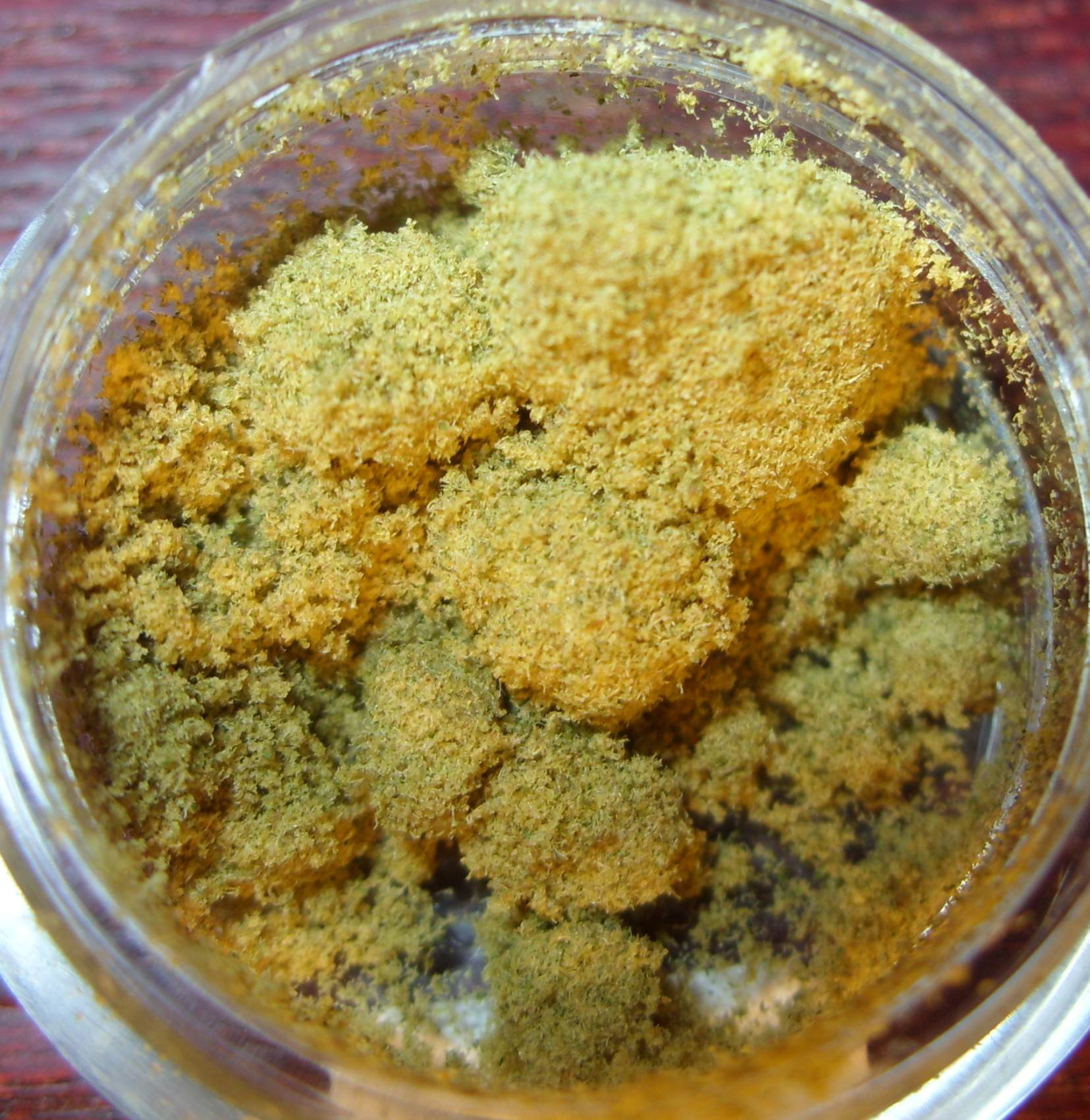
Kief

### Verunreinigtes Cannabis
Seit einigen Jahren lässt sich ein vermehrtes sogenanntes Lacing beobachten. Dabei werden illegalem Schwarzmarkt-Cannabis weitere Substanzen zugemischt. Neben der Beimengung von Streckstoffen ist es auch Praxis, billigen Industriehanf mit synthetischen Cannabinoiden zu potenzieren. Derart manipuliertes Cannabis stellt aufgrund der verschleierten und illegal, meist in China produzierten Inhaltsstoffe für Konsumenten ein Gesundheitsrisiko dar, welches dasjenige von normalem Cannabis um ein Vielfaches übersteigt. Illegalen Drogenhändlern wird unterstellt, dass sie Haschischpräparate gezielt mit einer Mischung verschiedener süchtig machender Drogen versetzen, mit dem Ziel, über die verunreinigte Einstiegsdroge einen neuen abhängigen Kundenstamm zu schaffen.

## Arten des Konsums

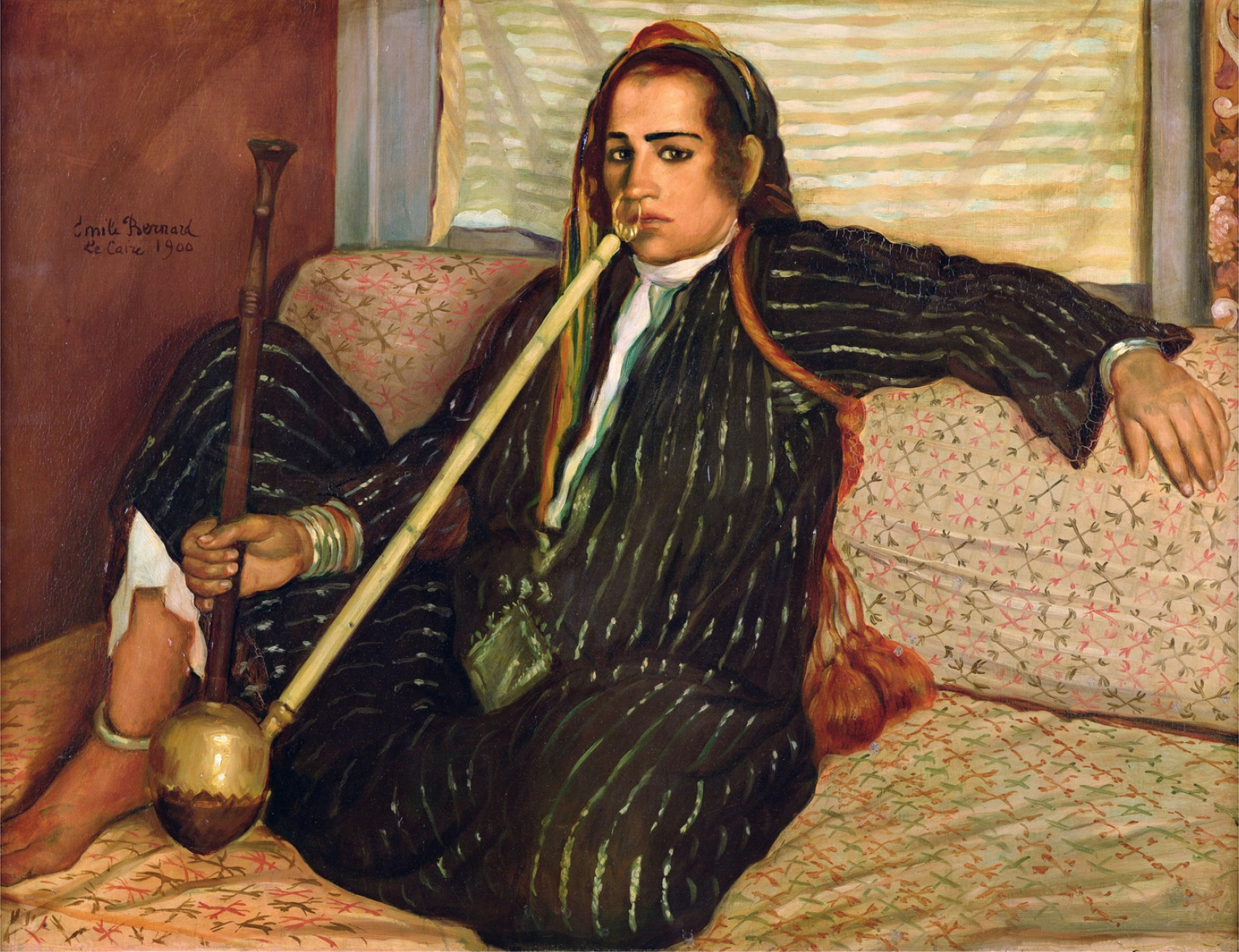
Émile Bernard: La fumeuse de Haschisch (1900). Zeigt eine Frau, Haschisch aus einer Shisha konsumierend.

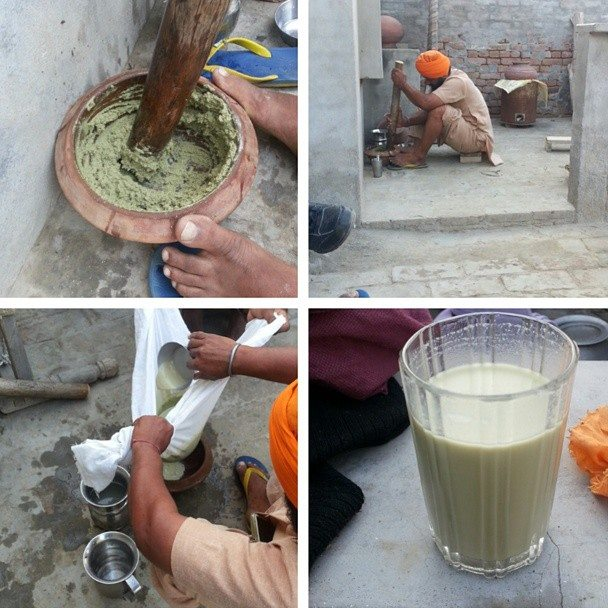
Zubereitung von Bhang

Es gibt verschiedene Arten, Cannabiswirkstoffe zuzuführen, gebräuchlich sind jedoch vor allem die Aufnahme über die Lunge oder den Magen-Darm-Trakt. Je nach Anwendungsform und Produkt variiert die Zeit bis zum Eintritt einer Rauschwirkung von einigen Minuten beim Inhalieren bis zwischen 30 und 60 Minuten bei oraler Aufnahme. Die Wirkung nach Inhalation hält zwei bis drei Stunden an, bei oralem Konsum deutlich länger. Durch oralen Konsum oder durch Verdampfen in einem Vaporizer lässt sich die Belastung der Atemwege durch die Vermeidung von bei der Verbrennung entstehenden karzinogenen Stoffen reduzieren.

### Über die Lunge
Um Cannabinoide über die Lunge aufzunehmen, müssen sie in eine inhalierbare Form gebracht werden. Durch Erhitzen bis über den Verdampfungspunkt der Cannabinoide, zum Beispiel durch Verdampfung (Vaporizer) oder durch Verbrennen (Rauchen), wie mittels Joint und Bong, aber auch Pfeife, Blunt, Shillum oder Eimerrauchen, werden sie in die gasförmige Phase überführt. Das Inhalieren dieser cannabinoidhaltigen gasförmigen Produkte wird auch kiffen, die Konsumenten Kiffer und der Zustand nach Aufnahme Bekifftsein genannt, was im 20. Jahrhundert vom Englischen kif entlehnt wurde und auf das Arabische kaif (Wohlbefinden) zurückgeht.

### Über den Magen-Darm-Trakt
Cannabisprodukte zur Aufnahme über den Magen-Darm-Trakt (orale Aufnahme), sogenannte „Edibles“, existieren in zahlreichen Formen. Zum Beispiel als Gebäck oder Getränk. Es sind zahlreiche CBD- sowie THC-haltige Produkte verfügbar, die insbesondere dort populär sind, wo eine legale Cannabisverkaufsinfrastruktur vorhanden ist. Neben Nahrungsmitteln gibt es cannabishaltige Öle und Tinkturen, die für die orale Aufnahme vorgesehen und meist CBD-dominant sind.

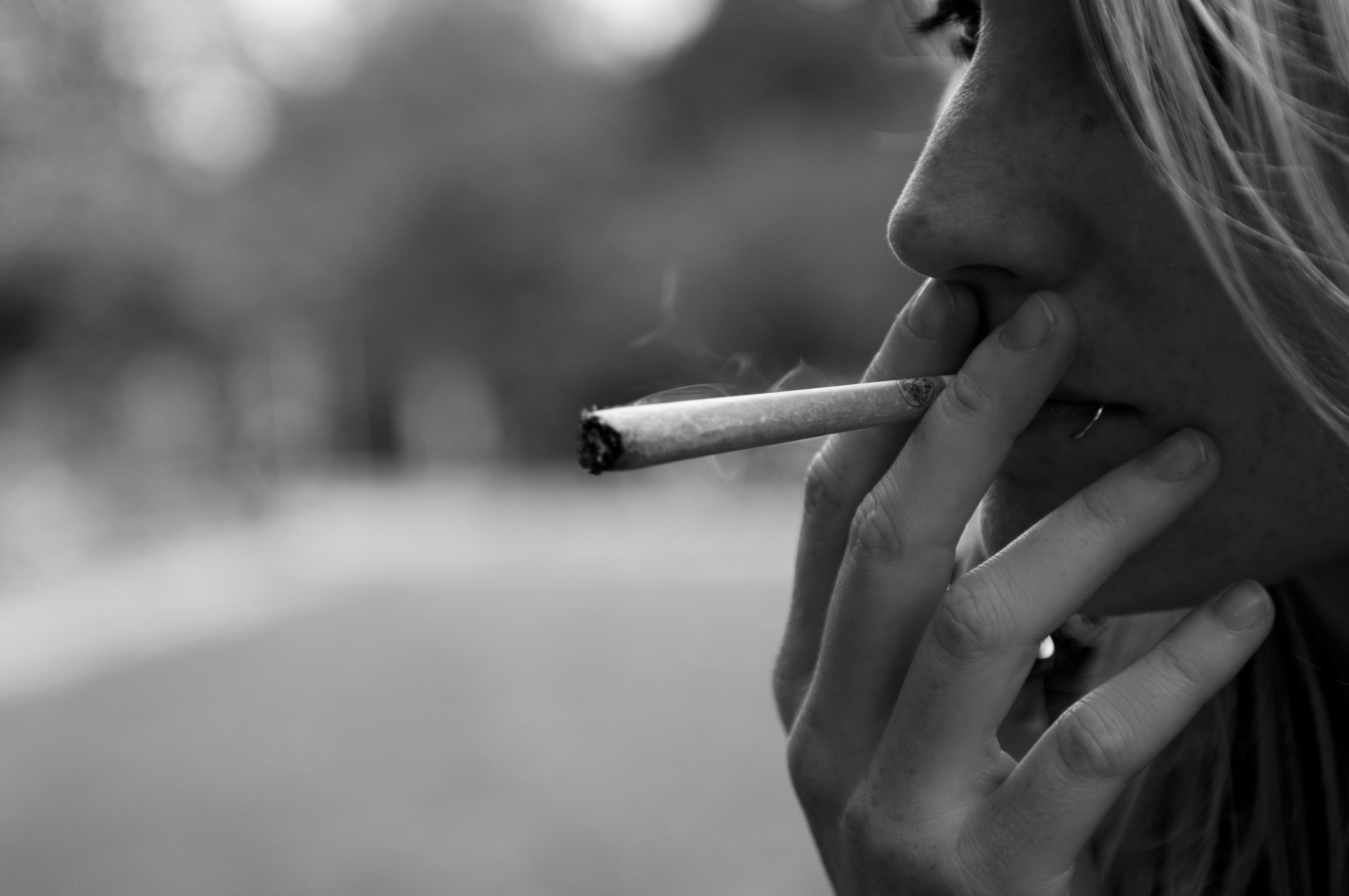
Joint
- Eine Bong wird geraucht.
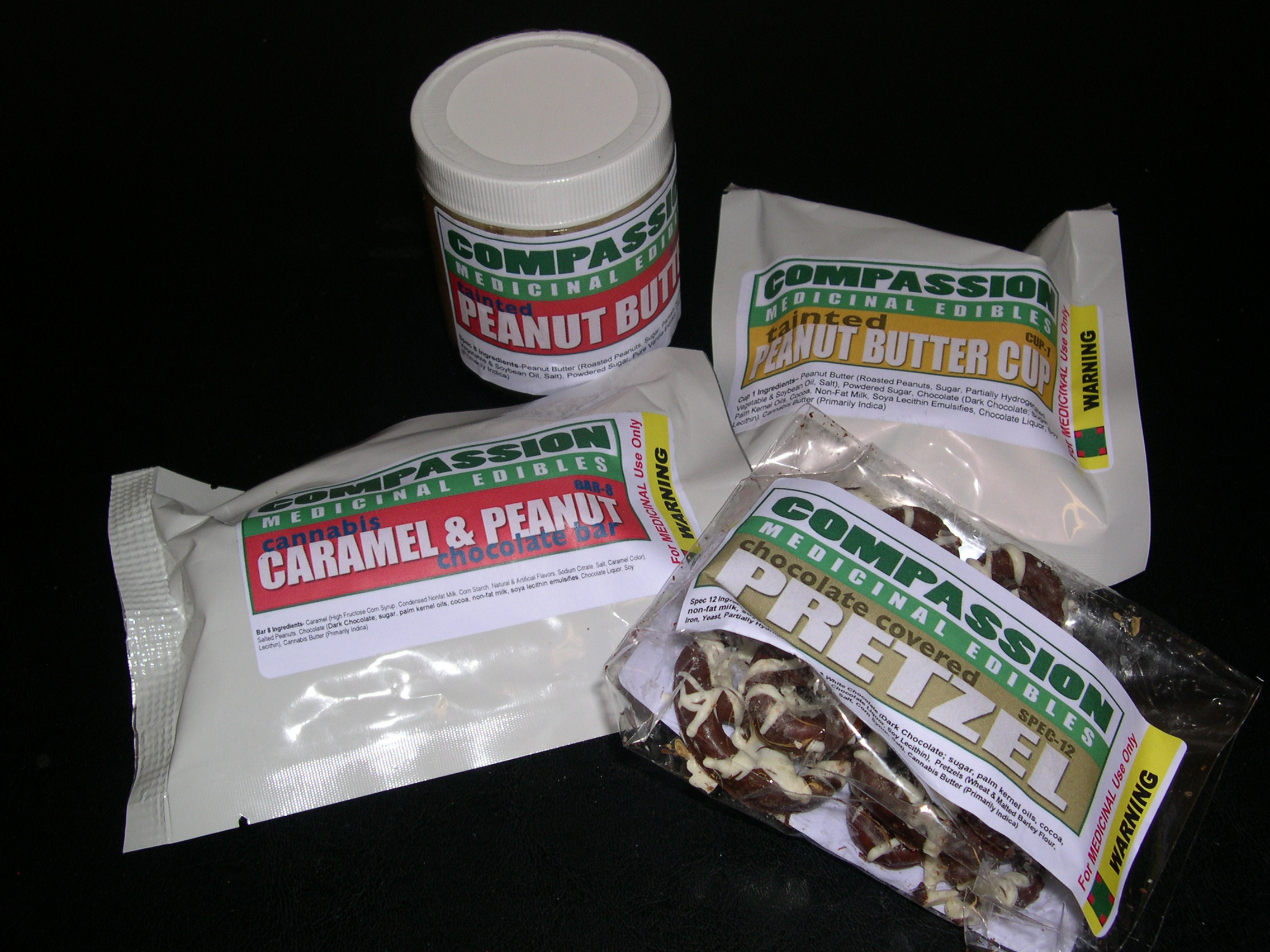
Cannabishaltige Nahrungsmittel
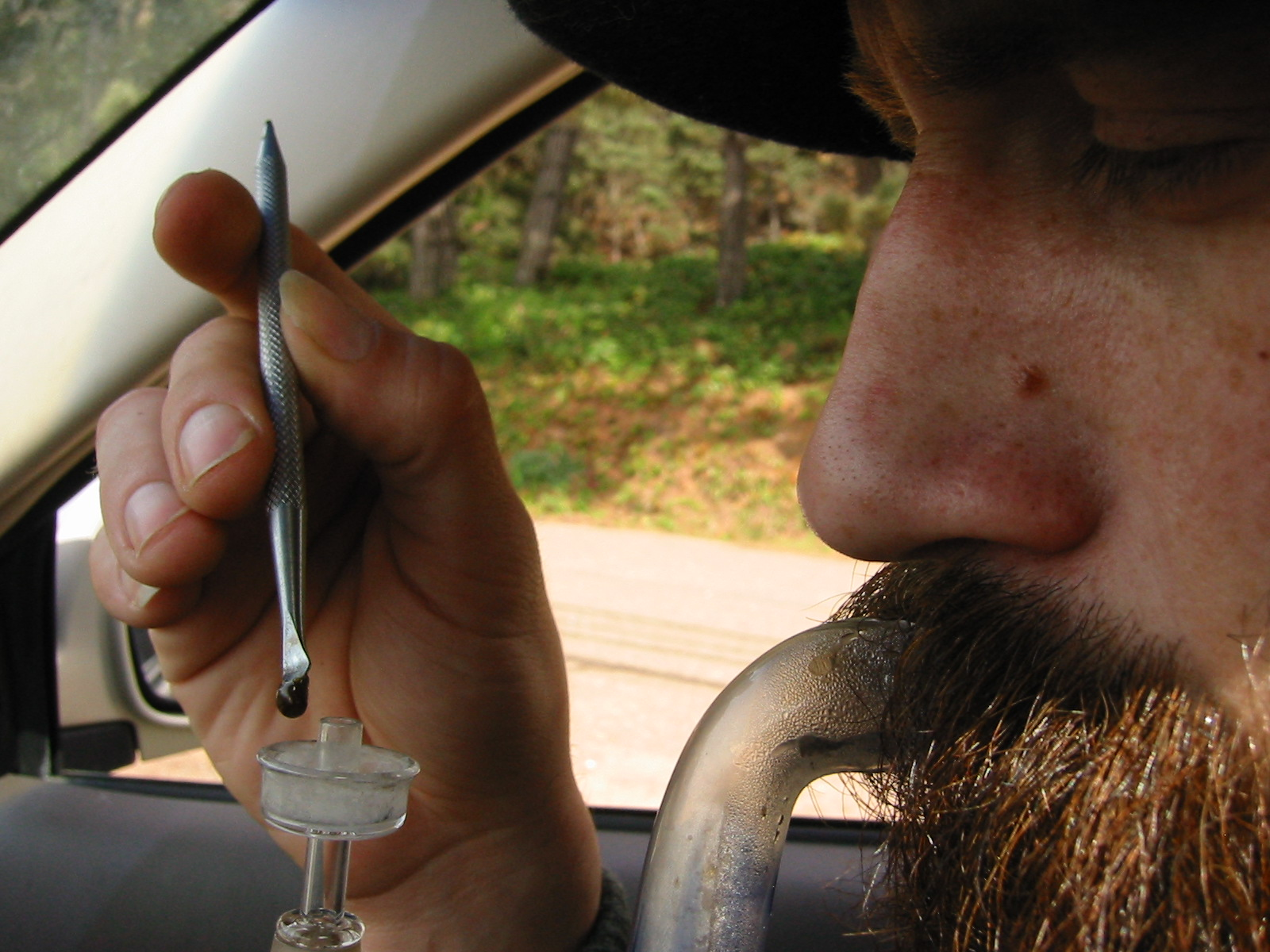
Dabbing (Verdampfen von öligem Cannabisextrakt)

## Wirkung

### Biochemische Grundlagen und Wirkstoffe

Struktur von Tetrahydrocannabinol (THC)

Struktur von Cannabidiol (CBD)

Cannabiswirkstoffe entfalten ihre Effekte durch Beeinflussung des körpereigenen Endocannabinoid-Systems. Bisher wurde eine Rezeptorklasse mit zwei Subtypen im Organismus von Wirbeltieren identifiziert: CB1 und CB2. Man geht jedoch wegen des komplexen Wirkspektrums der Cannabinoide von der Existenz weiterer Rezeptoren (d. h. non-CB1 und non-CB2) aus.
Der Rezeptor CB1 befindet sich vorrangig im zentralen Nervensystem; es existieren jedoch auch in weit geringerem Maße Rezeptoren in Zellen des Immunsystems, wie Mastzellen oder T-Helferzellen. Besonders viele Rezeptoren werden in den für das Gedächtnis, die Bewegung und das Schmerzempfinden verantwortlichen Hirnregionen identifiziert. Der CB2-Rezeptor ist im gesamten Organismus vorhanden, in besonderem Maße jedoch in Zellen, die Bestandteil des Immunsystems sind. CB2-Rezeptoren spielen für die Regulation der Immunantwort und bei Entzündungen eine wichtige Rolle.
Δ9-Tetrahydrocannabinol (THC) ist hauptsächlich durch die Bindung an den CB1- und CB2-Rezeptoren (CB1: Ki=10 nM; CB2: Ki=24 nM) für die psychotrope Wirkung von Cannabis verantwortlich. THC wurde 1964 erstmals isoliert und ist daher das am längsten erforschte Cannabinoid; es macht auch den größten Anteil der isolierten Cannabinoide aus der Cannabispflanze aus (möglicher Masseanteil an der Blüte von über 20 %). Auf Grund von Studien an Mäusen wird angenommen, dass Δ9-THC als Partialagonist wirkt. Das heißt, dass es einen bestimmten Rezeptor besetzt (Schlüssel-Schloss-Prinzip) und dabei einen Neurotransmitter (Mediator) in seiner Wirkung teilweise imitiert oder ersetzt.
Bisher sind neben THC 113 weitere Cannabinoide identifiziert worden, deren Masseanteil in der Regel unter 0,1 % liegt. Der Anteil der Cannabinoide Cannabigerol (CBG), Cannabichromen (CBC), Cannabidiol (CBD) und Cannabinol (CBN) kann höher sein: Je nach Cannabissorte können Gehalte von deutlich über 1 % vorliegen:
- CBG macht in einer 1987 entdeckten Sorte Französischen Faserhanfs 94 % der Cannabinoid-Fraktion aus.[48]
- CBC kann bei manchen Pflanzen bis zu 5 % der Cannabinoid-Fraktion ausmachen.[49]
- Der CBD-Gehalt der, speziell unter diesem Gesichtspunkt gezüchteten, Hanfsorten Harlequin beträgt etwa 4 %.[50]
- CBN bildet sich nach der Ernte von Cannabis als Abbauprodukt von THC und stellt so ein Artefakt dar.[51]

Von den vorgenannten Cannabinoiden gilt das nicht- oder nur schwach psychoaktive CBD als pharmakologisch besonders interessant. Der genaue Wirkmechanismus von CBD ist ungeklärt. Einige Quellen gehen davon aus, dass CBD nicht unmittelbar die Reaktion der CB1- oder CB2-Rezeptoren beeinflusst, sondern nur indirekt durch einen nicht geklärten Stoffwechselmechanismus; andere Quellen vermuten eine Affinität bevorzugt zum CB2-Rezeptor. Bezüglich der Wirkung von CBD ist man deshalb weitgehend auf indirekte empirische Daten angewiesen. Es wird vermutet, dass CBD den psychotropen, kopfbetonten Eigenschaften des THC entgegenwirkt; es mildere den Effekt und vergrößere gleichzeitig die Wirkdauer. Cannabissorten mit hohem CBD-Gehalt, wie die Cannabis indica, besitzen eine zentraldämpfende, körperbetonte Wirkung. CBD hat entspannende, entkrampfende, angstlösende, entzündungshemmende Effekte, allerdings ist nicht wissenschaftlich geklärt, ob dieser Effekt auf den höheren CBD Gehalt zurückzuführen ist oder ob andere Wirkstoffe des Cannabis dafür verantwortlich sind. Während der Gehalt an THC über die Jahre anstieg, ist Cannabidiol in vielen Züchtungen bewusst heraus- oder auf ein äußerst niedriges Niveau heruntergekreuzt worden.
Die anderen nicht oder kaum psychoaktiven Hauptbestandteile des Cannabis sind nur wenig erforscht. Das Verhältnis dieser Wirkstoffe wird durch die genetische Variante, vor allem bei Cannabis sativa und Cannabis indica, und vom Erntezeitpunkt bestimmt. Die Cannabinoide beeinflussen sich wechselwirkend.
Die Entwicklung des Endocannabinoid-Systems
Die Komponenten des Endocannabinoid-Systems sind bereits in der frühen Embryonalphase nachweisbar und beeinflussen zahlreiche Entwicklungsprozesse, insbesondere die Gehirnentwicklung. Zu diesem Zeitpunkt ist das System jedoch noch nicht vollständig entwickelt, sondern durchläuft während der prä- und postnatalen Phase weitere Reifungsprozesse, die bis zur Pubertät andauern und in dieser Phase eine besonders starke Wirkung entfalten.
Es wird angenommen, dass die Dichte der CB1-Rezeptoren im Gehirn nach der Geburt zunimmt. Diese Annahme wurde in Studien an Ratten untersucht, bei denen ein Anstieg der Rezeptordichte in den ersten 21 Tagen nach der Geburt festgestellt wurde – ein Zeitraum, der dem Kleinkindalter beim Menschen entspricht.
Auch die Fähigkeit des Endocannabinoid-Systems zur synaptischen Regulation entwickelt sich nach der Geburt weiter und reicht bis ins Erwachsenenalter. Bei Ratten ist diese Funktion erstmals etwa zehn Tage nach der Geburt nachweisbar.
Das Endocannabinoid-System in der Jugendphase
Das Endocannabinoid-System hat möglicherweise einen Einfluss auf die zeitliche Steuerung der Pubertät. So konnte bereits 1988 in Versuchen mit Ratten der Pubertätsbeginn weiblicher Ratten durch die Gabe von THC verzögert werden. Befunde aus wissenschaftlichen Untersuchungen weisen auf eine erhöhte Aktivität des Endocannabinoid-Systems zu Beginn der pubertären Phase hin. Eine Gabe von Cannabinoiden bei pubertären Tieren bewirkte eine höhere pharmakologische Wirkung als bei ausgewachsenen Tieren. Darüber hinaus hat das Endocannabinoid-System möglicherweise eine bedeutende Rolle für die Vermittlung neurobiologischer Reifungsprozesse und Verhaltensveränderung während der Pubertät und der Adoleszenz.
Wirkstoffgehalte
Die Wirkstoffgehalte der Cannabisprodukte sind über Jahrzehnte angestiegen.
Die Zucht neuer Sorten mit höheren THC-Gehalten, meist unter Kunstlicht im Innenbereich, hat in Europa die Produktion von Marihuana (Cannabiskraut) aus freilandgeeigneten Sorten mit geringeren THC-Werten weitgehend abgelöst, während der Outdoor-Anbau in „klassischen“ Herkunftsländern wie etwa Marokko oder Afghanistan sowie in Ländern mit besseren klimatischen Bedingungen nach wie vor sehr verbreitet ist. So lag der THC-Gehalt in den Niederlanden 1997 bei etwa 8 % für Cannabisharz (Haschisch) und 2003 bei 18 % und in Deutschland bei 7,5 % zu 14 %. In Großbritannien stieg der Wirkstoffgehalt im Harz von unter 7 % im Jahr 1977 auf etwa 9 % im Jahr 2003, für Marihuana von 9,4 % auf 12,3 %. Auf europäischer Ebene zeigte sich bis zur Stabilisierung im Jahr 2015 ein weiterer Anstieg des THC-Gehalts zwischen 2006 und 2014. 2015 wurden in Europa nationale durchschnittliche Wirkstoffgehalte zwischen 3 und 22 % bei Marihuana mit einem Quartilabstand von 7 bis 11 % sowie 4 bis 28 % bei Haschisch mit einem Quartilabstand von 11 bis 19 % ermittelt.

### Rauschwirkung

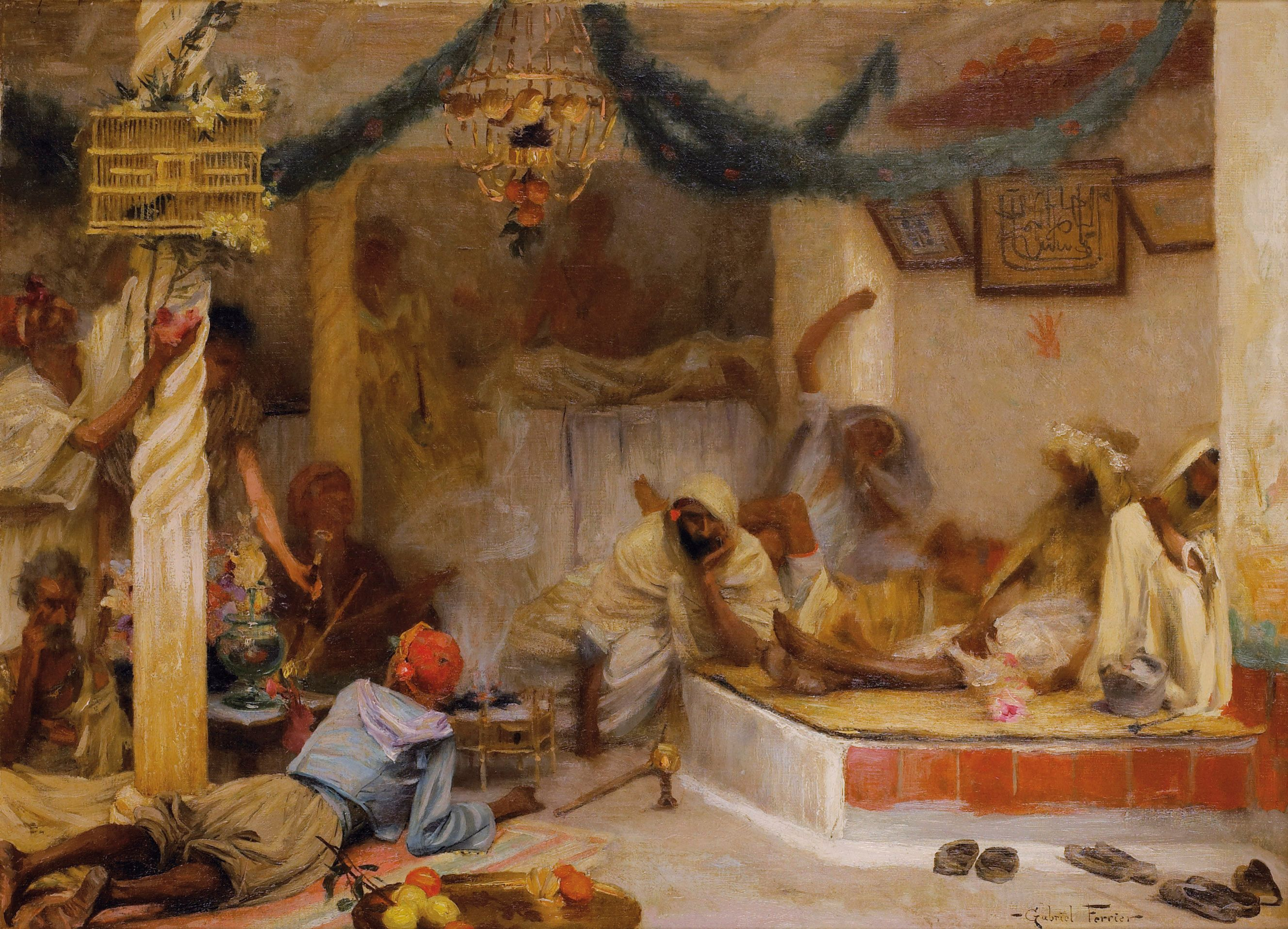
Gabriel Ferrier: Les fumeurs de kiff (etwa 1887)

Der Rausch kann eine Bewusstseinsverschiebung mit assoziativem, sprunghaftem Denken und eine Beeinträchtigung des Kurzzeitgedächtnisses mit sich bringen. Diese Bewusstseinsveränderung kann positive, aber auch negative Empfindungen hervorrufen.
Meist wird von einer Intensivierung des Gefühlslebens, in der Regel von einem positiveren Lebensgefühl und dem Gefühl der innigeren Verbundenheit mit vertrauten Personen berichtet; gelegentlich können die Emotionen auch in Angst, Traurigkeit, Misstrauen oder Depersonalisation umschlagen. Häufige körperliche Effekte sind gerötete Augen, Mundtrockenheit, gesteigertes Hungergefühl, Erhöhung des Pulses, Senkung des Blutdrucks und Müdigkeit bzw. Antriebslosigkeit.
Die akuten Wirkungen von Cannabis können je nach Person, Wirkstoffanteil, momentaner körperlicher und psychischer Verfassung oder Erfahrung mit der Droge sehr unterschiedlich sein. Ein unerfahrener Cannabis-Konsument kann die zu erwartende Wirkung deshalb nicht zuverlässig einschätzen, regelmäßige Konsumenten hingegen schon.

### Giftigkeit
Cannabis selbst ist für den Menschen an und für sich nicht giftig; die letale Dosis LD50 des Hauptwirkstoffes THC beträgt bei Mäusen im Fall intravenöser Gabe 29 mg je Kilogramm Körpergewicht, bei oraler Einnahme jedoch 482 mg/kg. Bei Ratten liegt die orale LD50 bei 666 mg/kg und die intravenöse bei 29 mg/kg. Lethalitätsstudien an Tieren zeigen, dass die zur Auslösung von Todesfällen erforderlichen Dosen an Cannabis weit über das hinausgehen, was ein Mensch konsumieren könnte. Es wird daher ausgeschlossen, dass es beim Menschen jemals einen Todesfall durch Cannabis gegeben hätte, der auf eine Überdosierung zurückzuführen war.

### Mischkonsum mit anderen Drogen

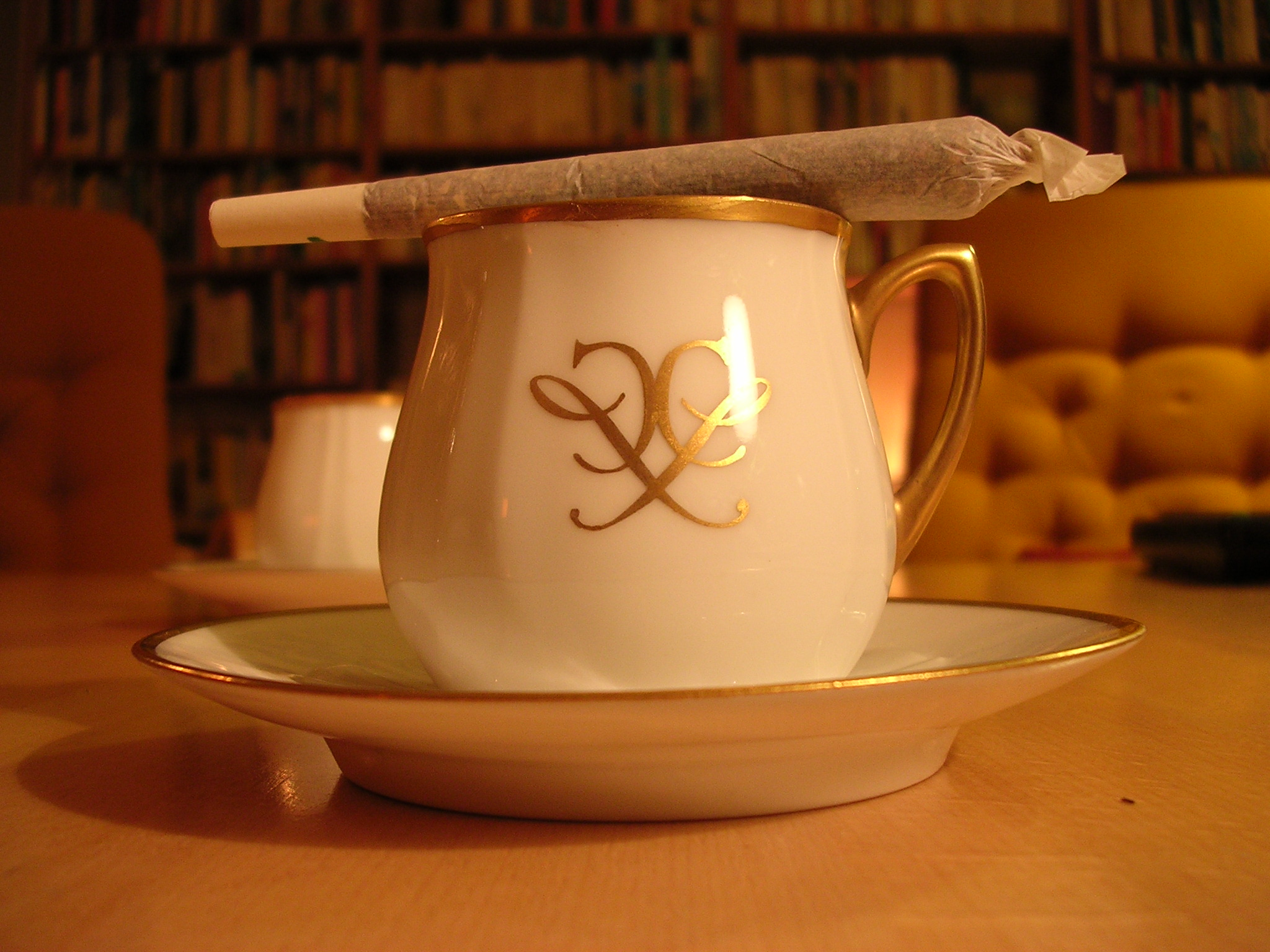
Kaffee und Joint

Wie bei allen anderen Kombinationen unterschiedlicher psychoaktiver Substanzen können auch beim Mischkonsum von Cannabis mit anderen Drogen Wechselwirkungen auftreten.

#### Koffein
Studien an Totenkopfaffen (Saimiri Sciureus), die zuvor an THC-Selbstverabreichung gewöhnt worden waren und im weiteren MSX-3, einen wasserlöslichen A2A-Antagonisten, erhielten, zeigten eine dosisabhängige Verstärkung der Cannabinoid-Rezeptor-Aktivierung, bei höheren Dosen jedoch eine Unterdrückung, woraus geschlossen wurde, dass A2A-Antagonisten wie Koffein die Wirkung von Schwellendosen von THC potenzieren.

#### Alkohol
Bei Mischkonsum von Cannabis und Alkohol kann die Alkoholwirkung verstärkt werden, und je nach Affekt Übelkeit und Ohnmacht oder erhöhte Freundlichkeit, Vitalität und Euphorie hervorrufen. Der Mischkonsum mit Alkohol wird als besonders verkehrsgefährdend [angesehen], weil sich durch die gegensätzlichen Wirkungen des antriebs- und risikosteigernden Alkohols und des dämpfend halluzinatorisch wirkenden Cannabis das Unfallrisiko deutlich erhöhe.

#### Tabak
Durch den Konsum von Cannabis mit Tabak ist es möglich, dass ein zuvor nicht Tabak rauchender Cannabiskonsument eine Nikotinabhängigkeit entwickelt. Außerdem fallen durch den Tabakrauch die üblichen möglichen Komplikationen, wie Lungenkrebs und Herzinfarkt, an.

#### MDMA
Studien mit Mäusen und Ratten zeigten, dass Delta-9-Tetrahydrocannabinol, sowie das künstliche Cannabinoid CP 55,940, den hyperthermischen Effekt von MDMA vollständig unterbinden. Die dabei hervorgerufene Hypothermie vermindert neurotoxische Schäden. Eine placebokontrollierte Doppelblindstudie beim Menschen zeigte jedoch die entgegengesetzte Wirkung. Zwar war der Höhepunkt der MDMA-bedingten Temperaturerhöhung durch die Zugabe von Cannabis um circa 45 Minuten verzögert, er war jedoch gleich hoch. Ein deutlicher Verstärkungseffekt durch Cannabis war dadurch gegeben, dass das MDMA-bedingte Temperatur-Maximum nunmehr länger als 2,5 Stunden (Ende der Messungen) anhielt, während es ohne Zugabe von Cannabis bereits nach 45 Minuten abgesunken war und nach weiteren 2,5 Stunden ganz auf den Ausgangswert vor der MDMA-Einnahme zurückgegangen war.

#### Opiate
Delta-9-Tetrahydrocannabinol erhöht in Tiermodellen die Wirksamkeit von Opioiden wie Morphin. Die analgetische Wirkung von THC wird, zumindest teilweise, durch δ- und κ-Opioid-Rezeptoren vermittelt, sodass eine Verbindung zwischen Cannabinoid- und Opioid-Signalwegen bei der Modulation von Schmerzwahrnehmung vermutet wird.

## Mögliche Auswirkungen auf die Gesundheit

Schadenspotenziale geläufiger Drogen, David Nutt 2010.

Dieser Abschnitt behandelt die gesundheitsschädlichen Aspekte des Cannabiskonsums. Zu den arzneilichen Möglichkeiten siehe: Cannabis und Cannabinoide als Arzneimittel.
Ob und welche Gesundheitsfolgen durch Cannabiskonsum auftreten, ist umstritten und lässt sich pauschalisierend nicht beantworten. Selbst Auswirkungen auf die Atmungsorgane und ein möglicherweise erhöhtes Krebsrisiko beim Rauchen von Cannabis sind weitgehend umstritten. Auch die Datenlage bezüglich gesundheitlicher Auswirkungen auf die Psyche, der Entwicklung einer Abhängigkeit und ähnlicher Fragestellungen ist uneinheitlich. Es ist ungeklärt, ob und, wenn ja, für welchen Personenkreis welche Dosis schädigend wirkt und ob unter Umständen bereits einmaliger oder seltener Konsum gesundheitliche Probleme bewirken kann.
Die gesundheitlichen Auswirkungen des Cannabiskonsums sind nicht hinreichend geklärt und hängen von einer Vielzahl komplexer, zum Teil ineinandergreifender Faktoren und Umstände ab:
- Drogengewöhnung
- konsumierte Menge, Konsumform
- Mischkonsum mit anderen Drogen (auch Alkohol und vor allem Tabak/Nikotin)
- persönliche Reife und biologisches Alter (Hirnreifung)
- die persönliche Verfassung und Umgebung, die Tagesform (vgl. Set und Setting)
- Stabilität der Psyche, individuelle Empfänglichkeit für eine Suchtentwicklung
- unmittelbares Umfeld, vermutlich auch genetische Voraussetzungen.

### Auswirkungen auf die Atmungsorgane

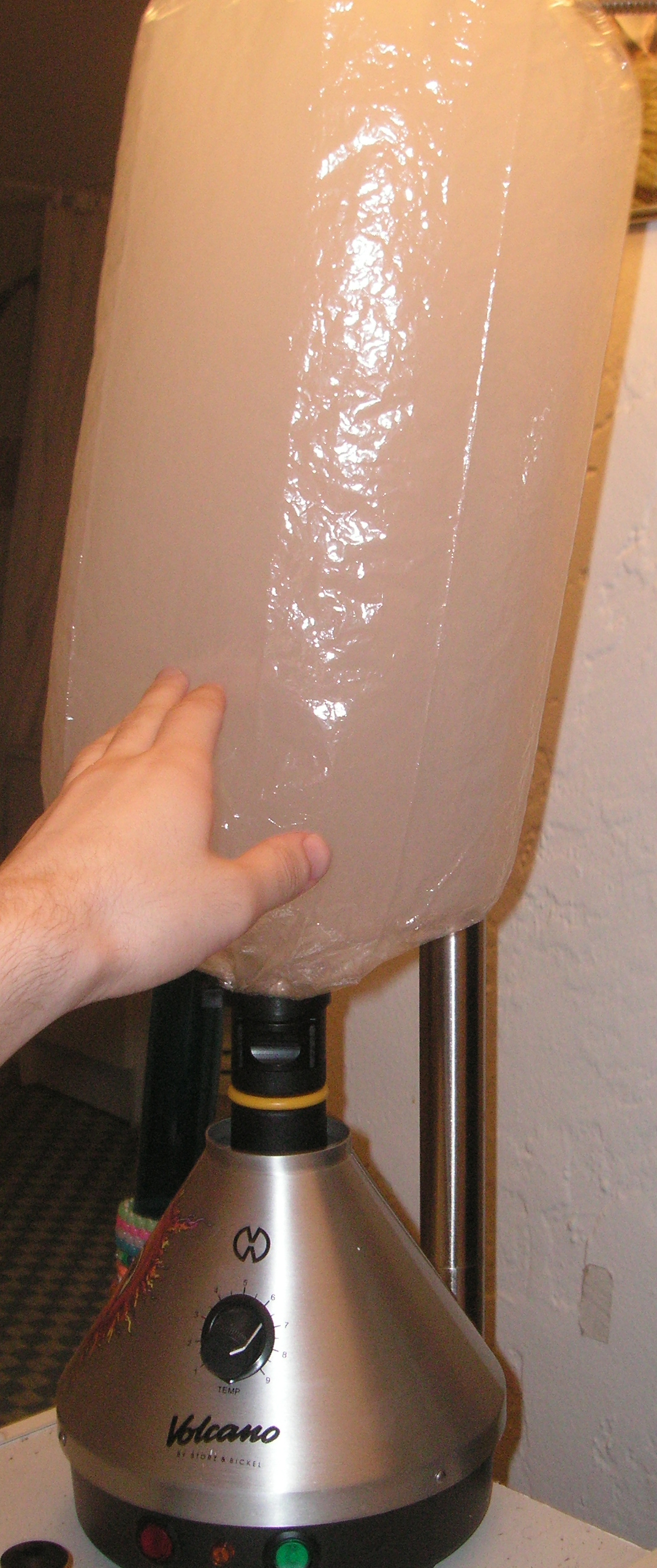
Vaporizer

Das Rauchen von Cannabis kann eventuell negative Auswirkungen auf die Lunge haben. Dies ist sicher der Fall, wenn Cannabis mit Tabak gemischt wird, was in Europa häufig geschieht. Diese als Joints bezeichneten Mischungen gelten, auch wegen der zusätzlichen gefäßschädigenden Wirkung durch Nikotin, als besonders gesundheitsbedenklich.
Eine Kohortenstudie an 5115 Rauchern (sowohl von Cannabis als auch Tabak) ergab, dass seltener bis gelegentlicher Konsum von reinem Cannabis (bis zu 20 mal im Monat) keine negativen Auswirkungen auf die Leistungsfähigkeit der Lunge hat, diese jedoch bei intensivem Konsum stark absinkt. Durch die geringe Anzahl an starken, reinen Cannabisrauchern und deutliche Unterschiede im Konsumverhalten ist die statistische Aussagekraft dieser Studie jedoch begrenzt. So haben die Tabakkonsumenten dieser Studie im Mittel deutlich mehr geraucht (8 bis 9 Zigaretten am Tag) als Menschen, die nur Marihuana konsumierten (im Durchschnitt 2 bis 3 Mal im Monat).
Wird Cannabis geraucht, entstehen bei seiner Verbrennung ähnlich wie beim Tabak karzinogene Stoffe, doch ist es – im Gegensatz zum Tabakrauch – umstritten, dass reiner Cannabisrauch Krebs auslösen kann. Zwei im Jahr 2014 veröffentlichte Überblicksstudien fassten zusammen, dass das Risiko von Lungenkrebs wegen des Einflusses von Tabak statistisch schwer zu ermitteln sei, auch wenn eine Studie ein zweifach höheres Risiko für Lungenkrebs unter Marihuanarauchern feststellte. Eine groß angelegte Studie, die die medizinischen Daten von 50.000 schwedischen Rekruten über einen Zeitraum von 40 Jahren untersuchte, kam ebenfalls zu einer Verdopplung der Lungenkrebsrate unter reinen Cannabiskonsumenten. Die Weltgesundheitsorganisation verweist in ihrer kurzen Einschätzung des onkogenen Potentials auf ausgewählten Studien, die zu dem Schluss kommen, dass Cannabiskonsum das Risiko von Lungen-, Kopf- und Halskrebs nicht erhöht. Wird Cannabis nicht geraucht, sondern vaporisiert, entsteht, wie unter anderem eine Studie der Universität Leiden zeigte, nur ein vergleichsweise geringer Teil der karzinogenen Stoffe. Beim Vaporisieren wird das Rauschmittel nur so weit erhitzt, dass vorrangig die psychotropen Substanzen, allen voran THC, verdampfen; eine Verbrennung findet bei sachgemäßer Bedienung nicht statt.

### Cannabis und Krebserkrankungen
Wie genau THC oder andere Cannabinoide auf die Krebsentstehung einwirken, ist zentraler Forschungsgegenstand. Viele Studien weisen auf das arzneiliche Potential von Cannabis bei Krebserkrankungen hin. Eine Linderung oder Heilung von Krebserkrankungen durch den Gebrauch als Rauschmittel ist jedoch nicht bekannt. Bei Untersuchungen von Cannabisrauch wurde festgestellt, dass dessen Zusammensetzung jener von Tabakrauch mit seinen oft krebserregenden Inhaltsstoffen ähnlich ist. Die WHO sieht lediglich ein zweieinhalbfach höheres Risiko für Prostatakrebs für erwiesen an. Eine höhere Inzidenz von Bronchialkarzinomen unter Cannabiskonsumenten ließ sich aufgrund der Datenlage (Stand 2015) noch nicht abschließend beurteilen, auch wenn der Zusammenhang zwischen Cannabiskonsum und der Begünstigung von malignen Lungenkarzinomen von vielen Studien für wahrscheinlich gehalten wurde.

### Cannabis und Psychosen

#### Durch Cannabinoide induzierte psychotische Störung (ICD-10 F12.50-.53)
Untersuchungen über einen möglichen Zusammenhang zwischen dem COMT-Genotyp und der Wahrscheinlichkeit einer Psychoseentwicklung bei Cannabis-Konsumenten ergaben bislang (Stand 2018) uneinheitliche Ergebnisse und ein äußerst komplexes Bild. Es blieb auch bislang unklar, ob Cannabis hier als alleiniger Faktor oder in Kombination mit anderen Faktoren (Alkohol, Vorerkrankungen) als Auslöser für Psychosen wirkt. U. a. ist ein erhöhter THC-Gehalt in illegalen Cannabisprodukten und ein erhöhtes Konsumverhalten mit einer höheren Wahrscheinlichkeit an einer psychotischen Störung (u. a. Schizophrenie) zu erkranken assoziiert. Eine Metaanalyse von 35 Einzelstudien in der medizinischen Fachzeitschrift The Lancet von 2007 berichtete, dass ein größeres Risiko in der Nutzergruppe bestand, die Cannabis am häufigsten benutzte. Als möglicher neurobiologischer Mechanismus wurde eine durch Cannabinoide verursachte Störung dopaminerger Systeme diskutiert. Die Rate der eventuell cannabisinduzierten Psychosen kann bei Patienten, die mit dem Cannabiskonsum im Erwachsenenalter beginnen, niedriger sein. Die durch Cannabinoide induzierte psychotische Störung (ICD-10 F12.50-.53) ist oft paranoid-halluzinatorisch geprägt mit deutlich affektiven Anteilen (schizoaffektive Prägung). Sie hält Tage bis wenige Wochen an, selten auch Monate.
Die Weltgesundheitsorganisation hält in ihrem Review von 2018 fest:

„The vast majority of people who use cannabis will never develop a psychotic disorder, and those who do are likely to have some genetic vulnerability to cannabis-induced psychosis.“

„Die überwiegende Mehrheit der Menschen, die Cannabis konsumieren, wird nie eine psychotische Störung entwickeln, und diejenigen, die dies tun, werden wahrscheinlich eine genetische Anfälligkeit für eine durch Cannabis induzierte Psychose haben.“

#### Cannabis und Schizophrenie
Nach derzeitigem Wissenschaftsstand kann mangels wissenschaftlicher Nachweise nicht davon ausgegangen werden, dass Cannabis Schizophrenie auslöst. Die Internationale Klassifikation der Krankheiten hat dafür keinen Code vorgesehen, auch ist die Kausalkette unklar. Weiterhin ist der Cannabiskonsum seit 1960 stark angestiegen, jedoch blieb die Zahl der Schizophreniefälle relativ konstant.
Es gibt Anhaltspunkte dafür, dass Cannabiskonsum bei bestimmten Personen das Risiko der Ausbildung einer Schizophrenie erhöhen oder den Verlauf einer bestehenden schizophrenen Erkrankung verschlechtern kann. Die meisten Hinweise dafür, dass Cannabis Schizophrenie verursachen könnte, stammen aus Studien von Menschen, die in der Pubertät konsumieren. Die Pubertät ist die Zeit mit dem höchsten Risiko für die Entwicklung einer Schizophrenie. Laut einer mendelschen Randomisierungs-Studie (2017) ist das Risiko durch Cannabiskonsum an Schizophrenie zu erkranken um 37 % von etwa 0,7 auf 0,96 % erhöht (Odds Ratio: 1,37; 95 % Konfidenzintervall, 1,09 bis 1,67; p-Wert=0,007). Das Risiko ist weiterhin um 43 % von etwa 0,7 auf 1 % erhöht, wenn ähnliche Studien und Symptomatiken in der Metaanalyse berücksichtigt werden (Odds Ratio: 1,43; 95 % Konfidenzintervall, 1,19 bis 1,67; Heterogenität: 0 %). Es konnte jedoch nicht ausgeschlossen werden, dass falsche Rückschlüsse gezogen wurden, z. B. dass der Cannabiskonsum eine Form der Selbstmedikation oder Tabak der Auslöser der Psychose ist. Eine systematische Übersichtsarbeit von 2017 kam in dieser Frage zu folgendem Ergebnis:

„There is substantial evidence of a statistical association between cannabis use and the development of schizophrenia or other psychoses, with the highest risk among the most frequent users.“

„Es gibt substanzielle Hinweise auf einen statistischen Zusammenhang zwischen Cannabiskonsum und der Entwicklung von Schizophrenie oder anderen Psychosen, mit dem höchsten Risiko unter den häufigsten Konsumenten.“

Eine 2018 erschienene genomweite Assoziationsstudie mit knapp 185.000 Teilnehmern, bei der unter anderem 23andMe-Daten genutzt wurden, fand nur schwache Hinweise für einen kausalen Einfluss von Cannabis auf Schizophrenie. Umgekehrt fand die Studie aber deutlich stärkere Hinweise dafür, dass Schizophrene oder Personen mit der genetischen Anfälligkeit eher zum Cannabiskonsum neigen:

„Our findings further indicated a causal influence of schizophrenia on cannabis use and substantial genetic overlap between cannabis use and use of other substances, mental health traits, and personality traits, including smoking and alcohol use, schizophrenia, ADHD, and risk-taking.“

„Unsere Ergebnisse zeigten ferner einen kausalen Einfluss der Schizophrenie auf den Cannabiskonsum und erhebliche genetische Überschneidungen zwischen Cannabiskonsum und Konsum anderer Substanzen, psychischen Gesundheitsmerkmalen und Persönlichkeitsmerkmalen, einschließlich Rauchen und Alkoholkonsum, Schizophrenie, ADHS und Risikobereitschaft.“

### Motivation und neuronale Belohnungssysteme
Die Deutsche Hauptstelle für Suchtfragen (DHS) war 2013 der Auffassung, dass bei der speziellen Gruppe von Konsumenten, bei der Cannabiskonsum und zusätzlich persönliche und soziale Risikofaktoren zusammenkommen, eine besondere Gefährdung bestehe.
Das Amotivationssyndrom (AMS) war jedoch bis 2015 nur unzureichend untersucht worden. Auch eine neuere Untersuchung von 2018 beurteilte das amotivationale Syndrom noch als uneinheitlich belegt:

„In conclusion, studies examining the effects of cannabis use on motivation and reward sensitivity have yielded mixed findings. We conclude that cross-sectional evidence supporting the presence of amotivational syndrome among cannabis users or an adverse cannabis-specific effect on motivation is currently equivocal.“

„Zusammenfassend lässt sich sagen, dass Studien, die die Auswirkungen des Cannabiskonsums auf Motivation und Sensibilität des Belohnungssystems untersuchten, zu unterschiedlichen Ergebnissen führten. Wir kommen zu dem Schluss, dass Querschnittsuntersuchungen zum amotivationalen Syndrom unter Cannabiskonsumenten oder zu einer nachteiligen cannabisspezifischen Wirkung auf die Motivation derzeit nicht eindeutig sind.“

Untersuchungen der Veränderungen der Belohnungssysteme des Gehirns durch Cannabiskonsum zeigten Funktionsminderungen sowohl im Verhalten als auch direkt in den maßgeblichen Regionen des Gehirns bei bildgebenden Verfahren. Frühere Untersuchungen hatten bereits darauf hingedeutet, dass sich die Belohnungssysteme nach längerem Nichtkonsum wieder normalisieren. Dies wurde als wichtiger Hinweis dafür gewertet, dass tatsächlich Cannabiskonsum – und nicht etwa ein bereits zuvor gestörtes Belohnungssystem (mit der Folge einer Selbstmedikation der Konsumenten) – als Ursache des Zusammenhangs anzusehen sei.

### Hirnorganische Veränderungen

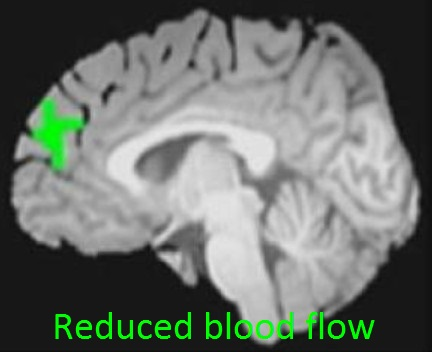
Signifikant verminderter Blutfluss im präfrontalen Cortex bei Konsumenten von Cannabis. Gruppendaten von 23 heranwachsenden Konsumenten (Durchschnittsalter 17,7 Jahre; > 200 Tage im Leben mit Konsum; gemessen nach einigen Tagen Abstinenz) im Vergleich zu einer Kontrollgruppe von 23 Nicht-Konsumenten (Durchschnittsalter 17,5 Jahre; < 4 Tage im Leben mit Konsum).

Einige Studien, an denen nur wenige Teilnehmer beteiligt waren, haben strukturelle Anomalien in Hirnregionen gefunden, die für die kognitive Funktion, Stimmung und Belohnung wichtig sind. Allerdings scheinen solche Effekte in größeren Studien, die auf Störfaktoren wie Alkoholkonsum, Tabakkonsum, Geschlecht, Alter und andere Variablen kontrolliert wurden, nicht vorhanden zu sein.
Eine Metaanalyse von 2013 bezüglich einer Vielzahl von Gehirnstudien mit bildgebenden Verfahren kam zu dem Ergebnis, dass zu vielen diesbezüglich relevanten Gehirnregionen noch keine ausreichenden Daten zu Strukturveränderungen vorlagen. Dort, wo brauchbare Datenmengen bestanden, gab es allerdings noch kein einheitliches Bild im Vergleich der Studien. Eine Ausnahme zeigte sich jedoch beim Hippocampus, der eine Schlüsselrolle bei allen Gedächtnisfunktionen hat. Hier wiesen die Konsumenten von Cannabis in allen Studien einen kleineren Hippocampus als die Nichtkonsumenten auf. Nach Einschätzung der Autoren deuten die Ergebnisse darauf hin, dass Gehirnregionen, die reich an Cannabinoid-Rezeptoren sind wie der Hippocampus, bei anhaltendem Gebrauch von Cannabis von nervenschädigenden (neurotoxischen) Effekten betroffen sein könnten.

#### Bei Jugendlichen
Wegen der Bedeutung der körpereigenen Cannabinoid-Systeme während der Entwicklung des Gehirns (Bildung neuronaler Netze) sind die Einflüsse von Cannabiskonsum bei Heranwachsenden besonders ausgeprägt. Lokale Verminderungen von Gehirnvolumen und Funktionen entsprechen herabgesetzten kognitiven Leistungen, nach wenigen Wochen Abstinenz regulieren sich diese Leistungen jedoch wieder. Bei starken jugendlichen Cannabiskonsumenten konnte eine geringere Zahl von Cannabinoidrezeptoren im Gehirn nachgewiesen werden.

#### Bei Erwachsenen
Metaanalysen von 2013 und 2014, die Gehirnstudien durch bildgebende Verfahren auswerteten, gelangten zu dem Ergebnis, dass bei Cannabiskonsumenten im präfrontalen Cortex (Stirnseite des Frontallappens der Großhirnrinde) ein vermindertes Gehirnvolumen und eine Beeinträchtigung der weißen Substanz vorliegt, sowie ein beidseitig vermindertes Volumen des Hippocampus. Bei letzterer Gehirnregion bestand zusätzlich eine Korrelation (Entsprechung) zwischen Volumenabnahme und Menge des bisherigen Cannabiskonsums. Ob Cannabiskonsum bereits bestehende Besonderheiten verstärkt oder ursächlich für hirnorganische Eigentümlichkeiten ist, konnte bisher nicht geklärt werden.

### Intelligenz
Akut wirkt sich Cannabis negativ auf einige kognitive Leistungen, u. a. im Bereich Aufmerksamkeit, der Gedächtnisfunktionen und psychomotorischer Funktionen, aus. Effekte auf diese Funktionen können nach anhaltendem (chronischem) Konsum über Tage bis Wochen andauern, auch wenn kein weiteres Cannabis konsumiert wird. Unklar ist, inwieweit bei Cannabiskonsumenten auch nach langanhaltender Abstinenz anhaltende Einschränkungen der kognitiven Funktionen angenommen werden können. Erst zwei prospektive Langzeitstudien bezogen auch das kognitive Funktionsniveau vor dem Cannabiskonsum mit ein: Eine Auswertung von Daten aus der neuseeländischen Dunedin Multidisciplinary Health and Development Study kam zu dem Schluss, dass Cannabis-Konsum den Intelligenzquotienten (IQ) dauerhaft – auch nach Beendigung des Konsums – beeinträchtigt und dass dieser Effekt stark mit früherem Einstiegsalter und der Dauer des Konsums korrelierte; eine andere Studie fand bei jungen Erwachsenen bei chronischem Cannabiskonsum einen statistisch signifikanten Rückgang der allgemeinen Intelligenz, der Schnelligkeit in der Verarbeitung von Information und beim Kurz- und Langzeit-Gedächtnis. Drei Monate nach Einstellung des Konsums wurden dagegen bei dieser Studie keine Effekte mehr festgestellt.
Eine Metaanalyse (2018) von 69 Querschnittsstudien mit 2152 Cannabiskonsumenten und 6575 Kontrollen (Durchschnittsalter: 20,6 Jahre, 68,4 % männlich) ergab nur eine geringe Effektgröße für reduzierte kognitive Funktionen bei häufigen oder schweren Cannabiskonsumenten. Angesichts der geringen Effektstärke fragten die Autoren der Studie nach der klinischen Bedeutung solcher kognitiver Beeinträchtigungen für die Mehrheit der Cannabiskonsumenten. Es konnte kein Zusammenhang zwischen dem Alter des Beginns des Cannabiskonsums und der kognitiven Funktionen gefunden werden. Darüber hinaus konnte in Studien mit einer Abstinenzzeit von mehr als 72 Stunden kein Zusammenhang zwischen Cannabiskonsum und eingeschränkter kognitiver Funktionen gefunden werden, was darauf hindeutet, dass die Auswirkungen des Cannabiskonsums auf die Kognition reversibel sind. Diejenigen, die mit dem Cannabiskonsum im frühen Erwachsenenalter begonnen hatten und seit einem Jahr abstinent waren, zeigten keine Verringerung des IQ, was auf einen Mangel an Restwirkungen hindeutet.

### Erhöhte Anfälligkeit für falsche Erinnerungen
In einer randomisierten kontrollierten Doppelblind-Studie mit 64 gesunden freiwilligen Versuchspersonen war die Anfälligkeit für falsche Erinnerungen bei Personen unter Cannabis-Einfluss signifikant erhöht. Dies betraf auch Experimente mit versuchter gezielter Verfälschung der Erinnerung durch Suggestion. Die Autoren wiesen darauf hin, dass die Ergebnisse besondere Bedeutung für die Bewertung von Aussagen von Verdächtigen und Zeugen in der Rechtspflege haben.

### Abhängigkeit

Vergleich von Abhängigkeitspotential und Verhältnis zwischen üblicher und tödlicher Dosis verschiedener psychoaktiver Substanzen und Cannabis nach R. S. Gable

Bei regelmäßigem, intensivem Konsum kann sich ein Toleranzeffekt (erforderliche Dosissteigerung, um die gewohnte Wirkung zu erzielen) entwickeln. Im diagnostischen Handbuch ICD-10 der Weltgesundheitsorganisation WHO wird eine Cannabisabhängigkeit (F12.2) aufgeführt, jedoch werden keine Entzugskriterien definiert.
Es besteht die Annahme, dass im Fall einer Cannabisabhängigkeit Entzugssymptome wie etwa Reizbarkeit, Unruhe oder Schlafstörungen, die nach 24 bis 48 Stunden eintreten und bis zu drei Wochen (Schlafstörungen eventuell auch länger) anhalten können, durch eine Unterfunktion des mesolimbischen Systems (subkortikale Belohnungssysteme), die nach Einstellen des Konsums wirksam wird, bedingt sind. Die Annahme wurde 2016 durch bildgebende Verfahren bekräftigt.
In Deutschland geht das Bundesministerium für Gesundheit davon aus, dass bei 0,5 % der 18- bis 64-jährigen Bevölkerung eine Cannabisabhängigkeit vorliegt. Epidemiologische Studien schätzen, dass etwa 4,5 % aller Personen, die jemals Cannabis konsumiert haben, irgendwann in ihrem Leben eine Cannabisabhängigkeit entwickeln.
Es ist zu bedenken, dass die solchen Berechnungen zugrundeliegenden Zahlen in Deutschland durchaus viel zu hoch gegriffen sein könnten, da sie auf der Tatsache basieren, dass verurteilte Straftäter sich ihrer Haftstrafe oder Teilen ihrer Haftstrafe entziehen können, wenn sie sich wegen Drogen therapieren lassen (§ 35 BtMG: „Therapie statt Strafe“). Konservativen Schätzungen zufolge erfolgen etwa 30 bis 45 % aller Drogentherapieantritte in Deutschland gemäß § 35 BtMG. Auch Bewährungsstrafen und Jugendstrafen oder Auflagen im Gegenzug gegen eingestellte Verfahren können Therapie-Zwang beinhalten, sodass das Bundesministerium für Gesundheit feststellt: „Die überwiegende Mehrheit der Patientinnen und Patienten befindet sich auf Grundlage einer strafrechtlichen Sanktion in der Drogenbehandlung, sei es nach § 35 BtMG oder nach §§ 36, 37 BtMG (Aussetzung der (Rest-)Strafe zur Bewährung).“ Die Zahl derjenigen, die in Deutschland ohne Druck durch die Justiz eine Drogentherapie beginnen, wird vom Bundesministerium für Gesundheit auf etwa bloß 20 % geschätzt.

### Schwangerschaft
Es gibt starke bevölkerungsbezogene Belege dafür, dass Cannabisrauchen während der Schwangerschaft das Geburtsgewicht der Nachkommen reduziert. Eine Metaanalyse ergab, dass Cannabiskonsumentinnen Babys mit einem Geburtsgewicht zur Welt brachten, das im Durchschnitt 109 Gramm niedriger war als das von Müttern, die kein Cannabis verwenden. Eine weitere Metaanalyse ergab eine Reduktion des Geburtsgewicht um 131 Gramm. Ob die niedrigeren Geburtsgewichte spezifisch auf Cannabinoide zurückgeführt werden können, ist unklar. Es könnte auch durch das Kohlenmonoxid im Cannabisrauch erklärt werden. Eine Studie von 2016 assoziiert pränatalen Cannabiskonsum mit Frühgeburten sowie reduziertem Geburtsgewicht. Hier war die Wahrscheinlichkeit für eine Frühgeburt bei Cannabiskonsum vor sowie während der Schwangerschaft doppelt so hoch. Fortlaufender Cannabiskonsum nach der 20. Schwangerschaftswoche wird mit fünffach erhöhtem Risiko für eine Frühgeburt assoziiert.
Mögliche Langzeitfolgen von Cannabiskonsum während der Schwangerschaft
Da Cannabinoide die Plazenta-Schranke passieren und CB-Rezeptoren bereits sehr früh während der Schwangerschaft vorhanden sind, kann man von einer direkten Cannabinoid-Einwirkung auf den Fetus ausgehen. Das Endocannabinoid-System hat wichtige modulatorische Aufgaben bei der neuronalen Embryonalentwicklung. Ein Eingriff in die physiologischen Funktionen in dieser kritischen Lebensphase durch Cannabiskonsum und die damit einhergehende Aktivierung von CB-Rezeptoren könnte daher möglicherweise einen Einfluss auf die embryonale Entwicklung haben.
Die Datenlage zu möglichen Langzeitfolgen von Cannabiskonsum während der Schwangerschaft auf die Entwicklung des Kindes beruht fast ausschließlich auf den Daten zweier großer Kohortenstudien. Zum einen die Ottawa Prenatal Prospective Study und zum anderen die Maternal Health Practices and Child Development (aus Pittsburgh). Eine Limitation dieser Studien war, dass der gleichzeitige Konsum von Tabak nicht ausgeschlossen werden konnte, allerdings wurde in der Ottawa-Studie eine zusätzliche Kohorte aufgenommen, welche ausschließlich Tabak (d. h. kein Cannabis) konsumierte. In den Studien konnte ein erhöhtes Risiko für visuell-kognitive Beeinträchtigungen (z. B. visuelle Analysefähigkeit, visuelles Gedächtnis) festgestellt werden. Darüber hinaus wurde von höheren Straffälligkeitsraten bei Jugendlichen mit pränataler Cannabinoidexposition (1 Joint/Tag in den ersten 12 Wochen der Schwangerschaft) und einem erhöhten Risiko für Depressionen und Aufmerksamkeitsstörungen berichtet.

### Cannabis in der Einstiegsdrogen-Hypothese
Die Bezeichnung Einstiegsdrogen-Hypothese oder Gateway-Hypothese ist Ausdruck der Frage, ob der Konsum einer Droge mit einer erhöhten Wahrscheinlichkeit für den Konsum weiterer anderer Drogen verknüpft ist.
Das Bundesverfassungsgericht befand 1994, die These von Cannabis als Einstiegsdroge werde „überwiegend abgelehnt“.
Nach der Übersichtsarbeit von Hoch et al. (2015) bestehe zwar eine Korrelation, die Frage der Kausalität (vgl. auch Fehlschluss: Irrelevante Bezugsgröße) sei aber offen:

„Verschiedene Studien belegen einen Zusammenhang zwischen frühem, regelmäßigen Cannabisgebrauch und einem weiterführenden Konsum von anderen illegalen Drogen oder Alkohol. Dass Cannabis als Zugangssubstanz für den Gebrauch weiterer Substanzen fungiert („Gateway-Hypothese“) ist jedoch empirisch nicht belegt.“

2017 wurden der Einstiegsdrogen-Hypothese im Allgemeinen noch erhebliche Wissenslücken von Miller und Hurd attestiert:

„Overall, the concept of the gateway hypothesis has inspired a large body of research, but there remain significant gaps of knowledge before we are able to fully accept or refute the hypothesis.“

„Insgesamt hat das Konzept der Gateway-Hypothese einen umfangreichen Bestand an Forschungsmaterial angeregt, aber es gibt noch erhebliche Wissenslücken, bevor wir die Hypothese vollständig akzeptieren oder widerlegen können.“

## Anbau

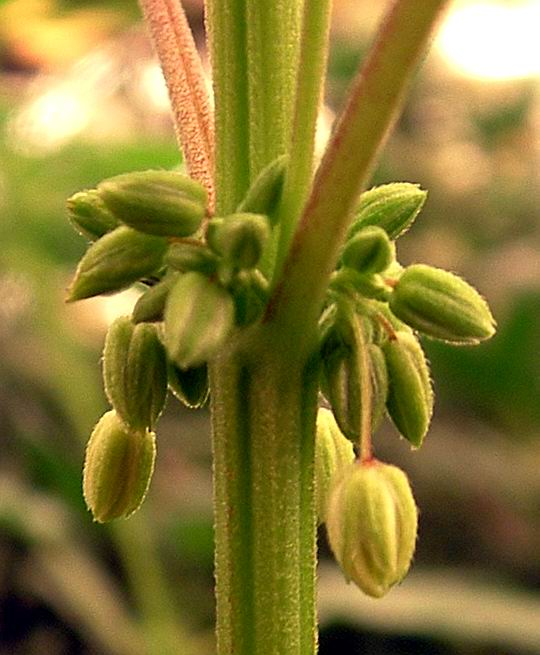
Blüten der männlichen Hanfpflanze sind nicht als Rauschmittel geeignet.

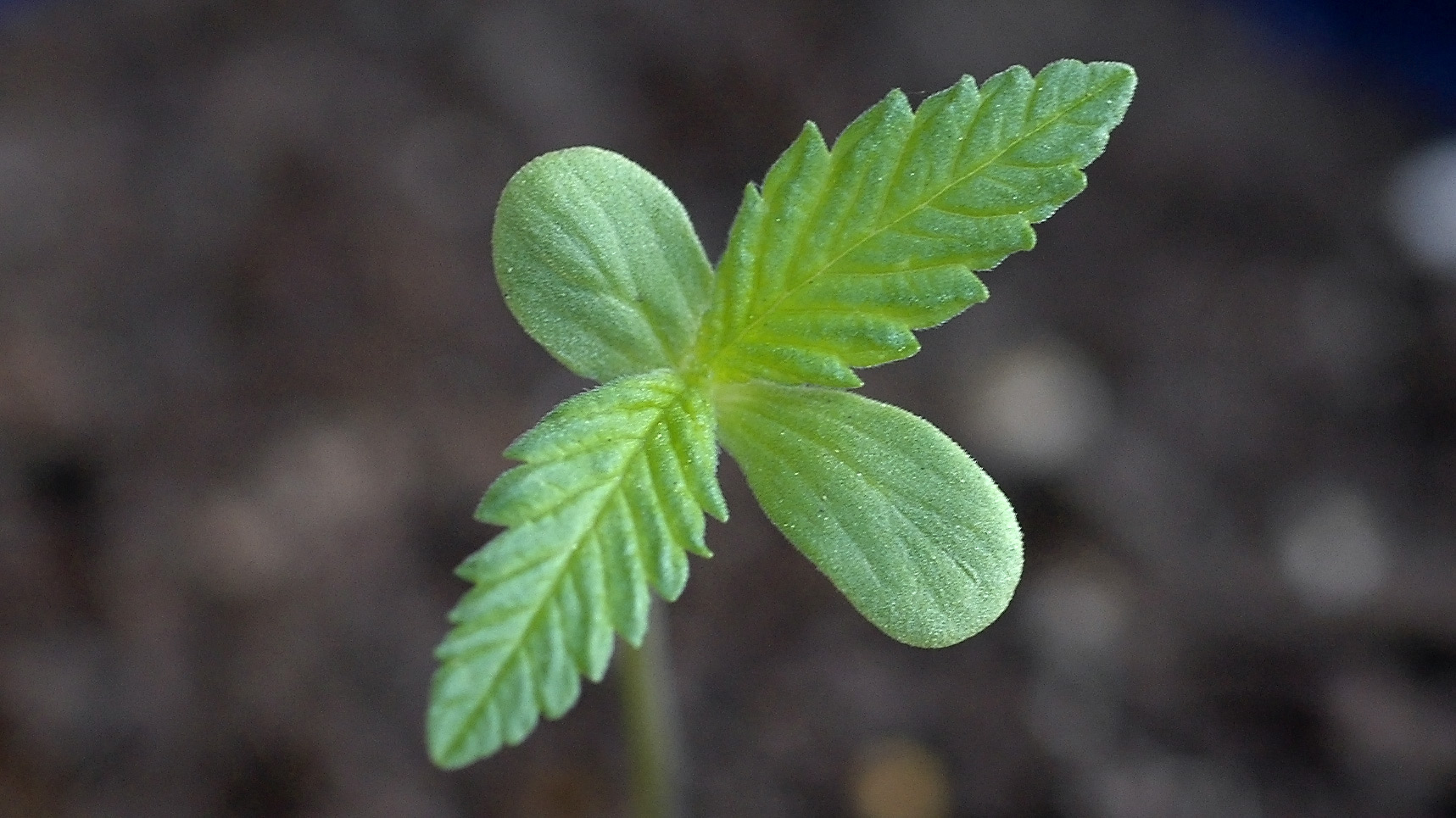
Hanf-Sämling

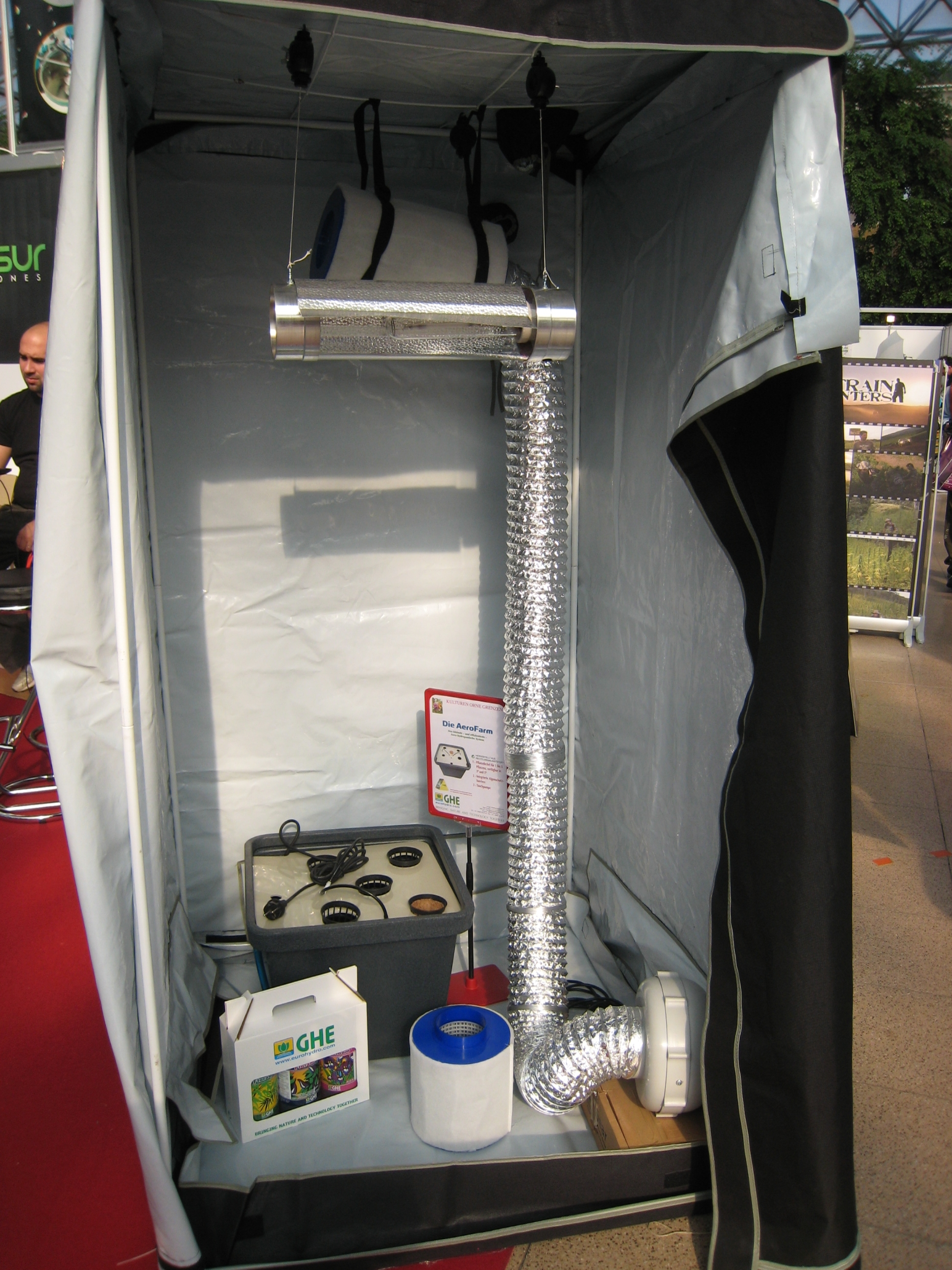
Ein fast komplett eingerichteter, industriell gefertigter Growschrank

Cannabis wird weltweit angebaut. Es gibt männliche und weibliche Hanfpflanzen (Diözie), auch kann es gelegentlich zur Ausbildung von Hermaphroditen kommen. Als Rauschmittel oder zur Gewinnung von diesem wird (fast) ausschließlich die unbefruchtete weibliche Pflanze verwendet, da deren Blüten die größte Wirkstoffkonzentration von THC aufweisen.

### Hanfarten und Hanfsorten
Aus den Arten Hanf (Cannabis sativa) und Indischer Hanf (Cannabis indica) wurden durch Kreuzung mehrere Tausend Zuchtssorten erzeugt, z. B. Kush oder White Widow. Ruderal-Hanf (Cannabis ruderalis) spielte für die Rauschmittelgewinnung lange Zeit kaum eine Rolle, inzwischen wird dieser allerdings genutzt, um selbstblühende (auch „automatisch“ genannte) Cannabissorten zu entwickeln, die im Gegensatz zu herkömmlichen Cannabissorten unabhängig von der Lichtdauer nach einer bestimmten, meist recht kurzen Zeitspanne von etwa acht Wochen, die Blüte einleiten. Ob C. indica und C. ruderalis eigene Arten oder nur Unterarten von C. sativa sind, ist umstritten. Im Allgemeinen ist das Verhältnis CBD zu THC in indischem Hanf höher. Diesem Umstand wird die stärker beruhigende und körperlichere Wirkung des indischen Hanfs zugeschrieben.

### Hauptanbauländer
Afghanistan war 2010 mit einer Ernte von geschätzten 1500 bis 3500 Tonnen der weltweit größte Produzent von Cannabis. Obwohl der Anbau illegal ist, wird er in mindestens 17 von 34 Provinzen betrieben und spielt dort wirtschaftlich eine wichtige Rolle. Der Großteil wird als Haschisch exportiert. Weitere bedeutende Anbauländer sind Jamaika, Kolumbien, Libanon, Marokko, Nigeria, Pakistan, Thailand und die Türkei. In Marokko wurde 1990 auf rund 120.500 Hektar Fläche Hanf angebaut; damals stammten etwa 80 % des in Europa sichergestellten Haschischs von dort. Aufgrund veränderter Anbaumethoden in Marokko erhöhte sich der THC-Gehalt zwischen 2006 und 2016 drastisch.

### Situation in Österreich und Deutschland
Das in Österreich und Deutschland erhältliche Marihuana wird heute größtenteils illegal im Inland unter Kunstlicht angebaut, seltener aus der Schweiz, Tschechien oder den Niederlanden importiert. Auch der Freiluftanbau ist in Ländern wie Österreich und Deutschland prinzipiell möglich, insbesondere in wärmeren Regionen. Der Anbau kann wegen des charakteristischen Aussehens der Pflanzen relativ leicht entdeckt werden.
Das Anbauen von Marihuana unter Kunstlicht in der eigenen Wohnung, das Indoor-Growing, etwa im Growschrank, hat in Österreich und Deutschland in den letzten Jahren offenbar deutlich zugenommen:
Im vom Gesundheitsministerium veröffentlichten Bericht zur Drogensituation in Österreich der Jahre 2014 und 2015 wird jeweils angegeben, dass die Cannabisproduktion steigt und 2015 „der Anbau in Österreich […] zumeist für den Eigengebrauch oder für den Handel im kleineren Umfang [erfolgt].“
Nach Angaben der Drogenbeauftragten der Bundesregierung werden zur Herstellung von Rauschdrogen angebaute Cannabis-Arten (im Gegensatz zu Nutzhanf) in Deutschland überwiegend in Indoor-Anlagen angebaut, wobei im Jahr 2012 665 Cannabis-Anlagen entdeckt wurden, während es im Vorjahr nur 619 waren. Die Hamburger Polizeisprecherin Ulrike Sweden gab 2013 an, der sprunghafte Anstieg der Cannabis-Plantagen sei „vor allem auf den Einsatz von Grow-Schränken zurückzuführen“. Interessant ist in dem Zusammenhang mit solch wenigen Entdeckungen von Cannabis-Anlagen im deutschsprachigen Raum, dass allein in den Geschäften der Kette Flowery Field in Wien jede Woche 25.000 Cannabis-Stecklinge verkauft werden, die etwa 20 anderen Geschäfte in Wien und weitere Geschäfte in Österreich, die ebenfalls Stecklinge verkaufen, nicht mitgerechnet. Der Verkauf von Stecklingen ist, im Gegensatz dazu, diese blühen zu lassen, in Österreich legal.
Laut einer im Jahr 2021 vorgenommenen Einschätzung eines universitären Instituts für Rechtsmedizin liegt der Anteil von gestrecktem bzw. verunreinigten Cannabis auf dem Schwarzmarkt in Deutschland bei ca. 10 Prozent (prozentuale Schwankungen ausgenommen).

### Indoor-Growing
Unter Indoor-Growing wird der Anbau von Cannabis in Innenräumen mittels künstlicher Beleuchtung verstanden, etwa in dafür eingerichteten Räumen oder beispielsweise in Schränken oder Zelten. Der Anbau, auch für den offenkundigen Selbstbedarf, ist in Österreich und der Schweiz strafbar (Österreich: § 27 Abs. 1 Nr. 2 Suchtmittelgesetz; Schweiz: 4. Kap. 1. Abschn. Art. 19 Betäubungsmittelgesetz). In Deutschland ist der Anbau von bis zu 3 Pflanzen seit dem 1. April 2024 erlaubt. Auch in Luxemburg ist der Anbau von bis zu 4 Pflanzen außerhalb der Öffentlichkeit seit dem 21. Juli 2023 legal. Die Gründe für den illegalen Anbau in Österreich und der Schweiz sind einerseits finanzieller Art, da trotz erheblicher Kosten für die langfristig aufgewandte Energiemenge zur Beleuchtung und des hohen Arbeitsaufwands versucht wird, die Schwarzmarktpreise von etwa fünf bis über zehn Euro pro Gramm (Stand 2010) zu vermeiden. Um das Entdeckungsrisiko zu verringern, wird versucht, mittels Entlüftungsanlage und Kohlefilter die Geruchsbelästigung durch die intensiv riechende Pflanze zu reduzieren.

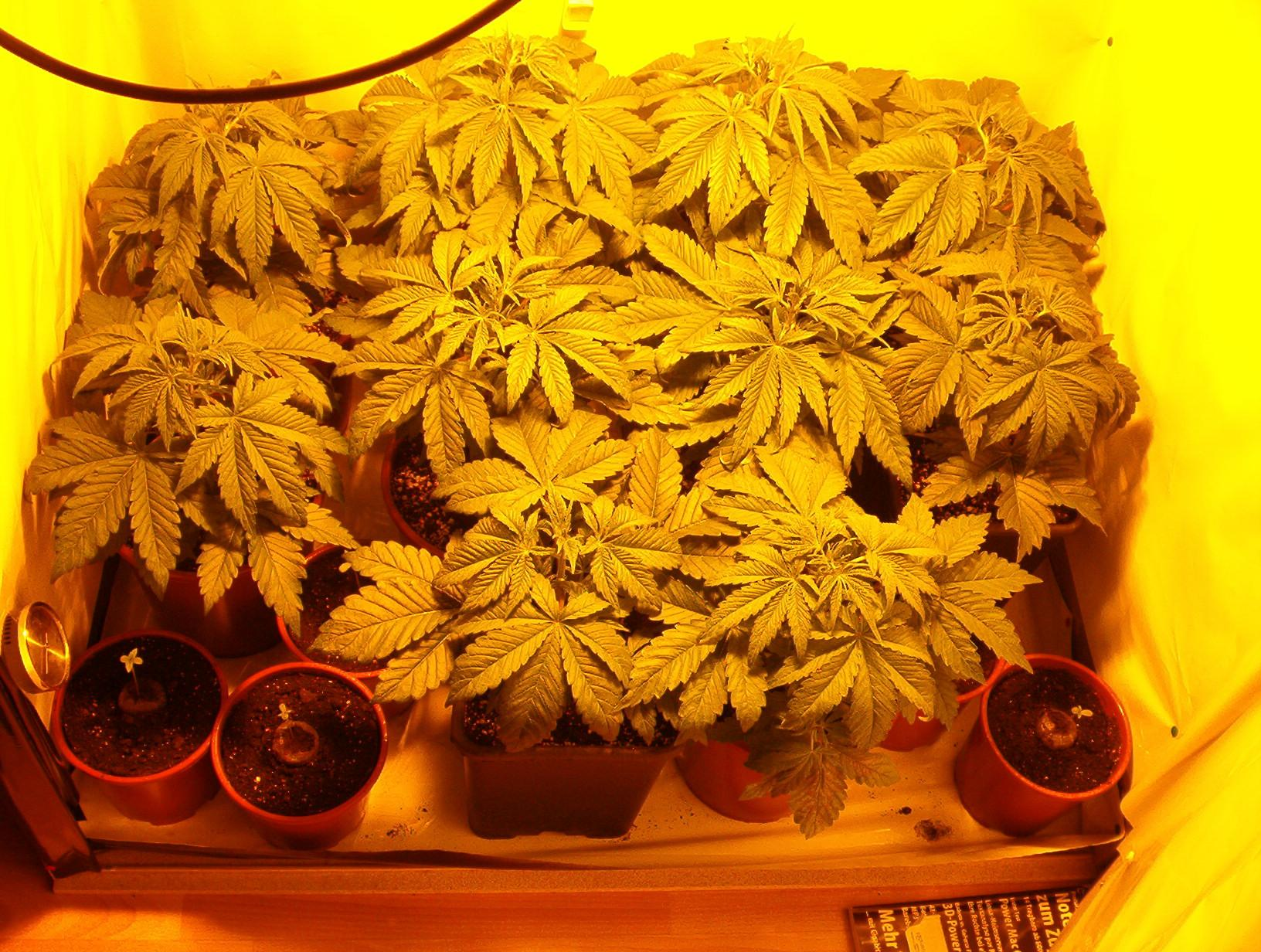
Indoor-Growing im Growschrank Anzuchtphase
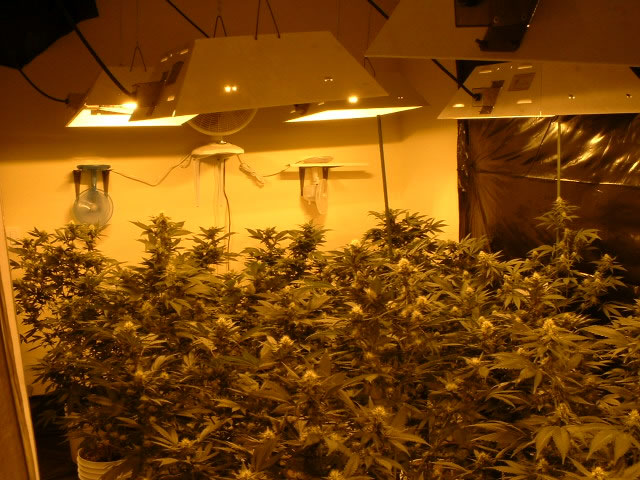
Indoor-Growing Blütephase
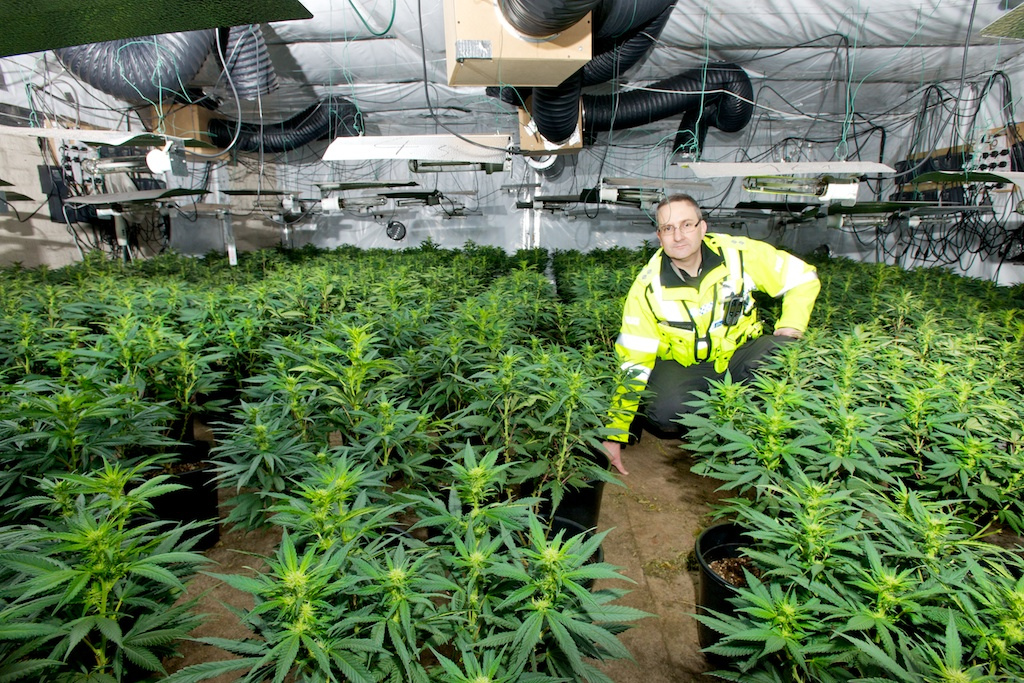
Größere illegale Indoor-Plantage, die von der Polizei entdeckt wurde

### Outdoor-Growing
Unter Outdoor-Growing wird der Anbau von Cannabis außerhalb von Gewächshäusern verstanden.
Der Freilandanbau von Cannabis ähnelt der Aufzucht von Nutzhanf oder anderen vom Nitratgehalt des Bodens abhängigen Feldkulturen. Der Energiebedarf für diesen Anbau ist im Vergleich zur Produktion im Gewächshaus oder dem Indoor-Growing sehr gering, die Hanfpflanze kann hier von der Felderwirtschaft und Direktsaat profitieren.
Cannabis gedeiht am besten auf gut durchlässigen Böden, die reich an organischen Stoffen sind. Der pH-Wert des Bodens sollte neutral oder leicht darunter sein.

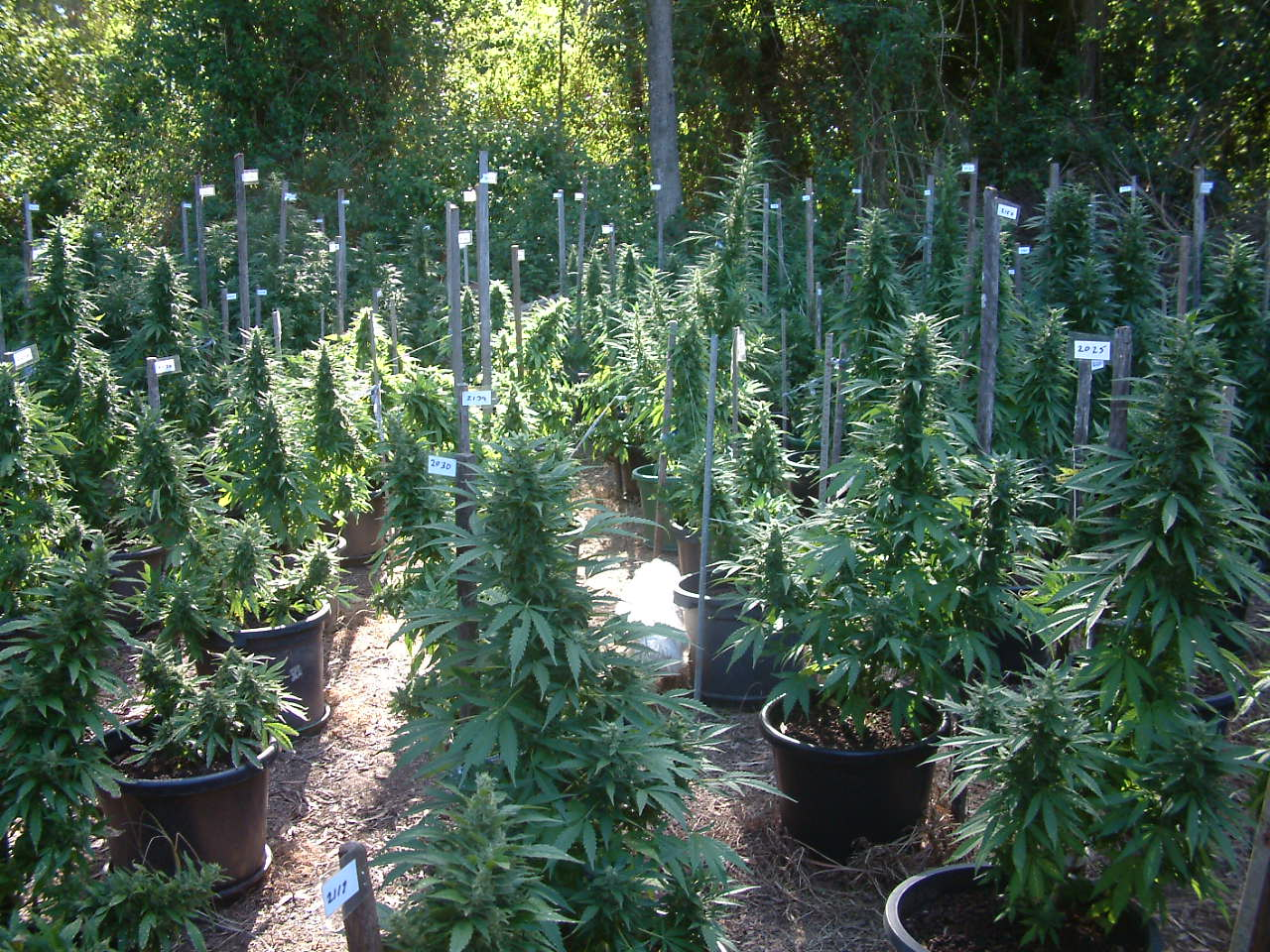
Outdoor-Growing in Töpfen, Blütephase
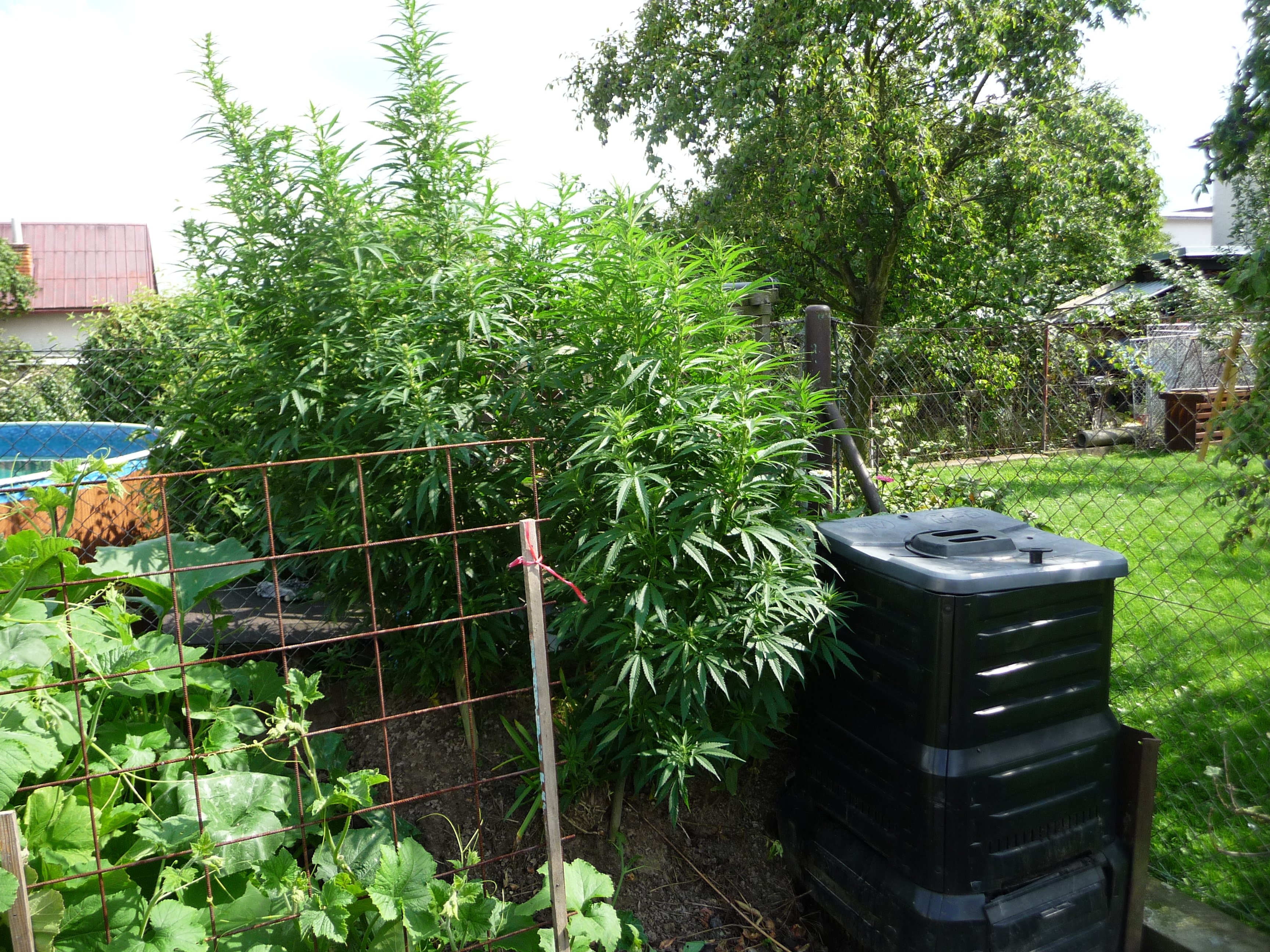
Outdoor-Growing im Garten
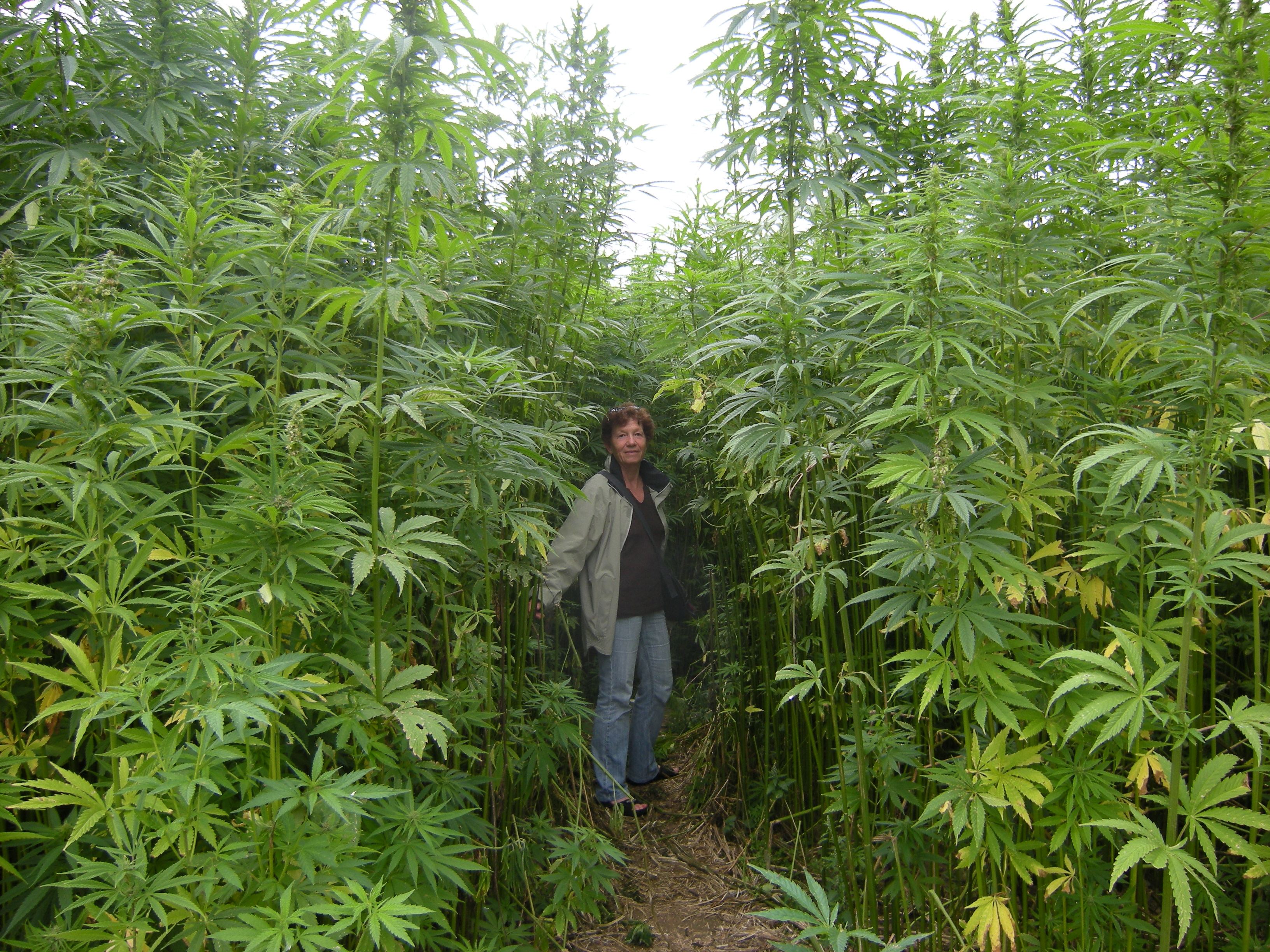
Nutzhanffeld

## Verbreitung in der Bevölkerung

### Konsumstatistik

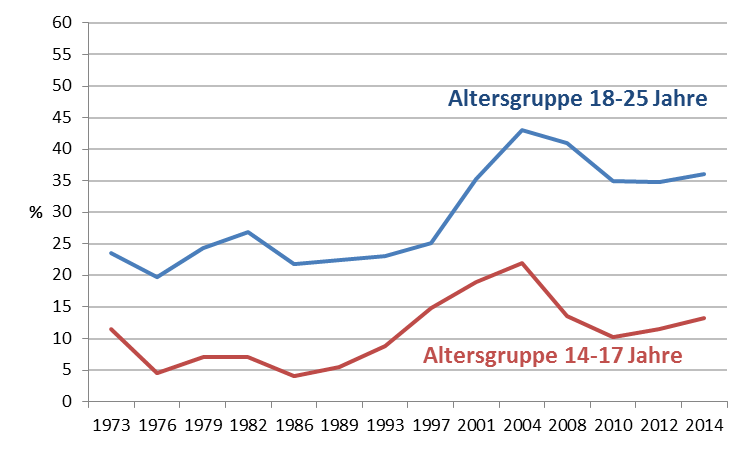
Anteil Heranwachsender und junger Erwachsener in Deutschland, die mindestens einmal im Leben Cannabis konsumierten, 1973–2014

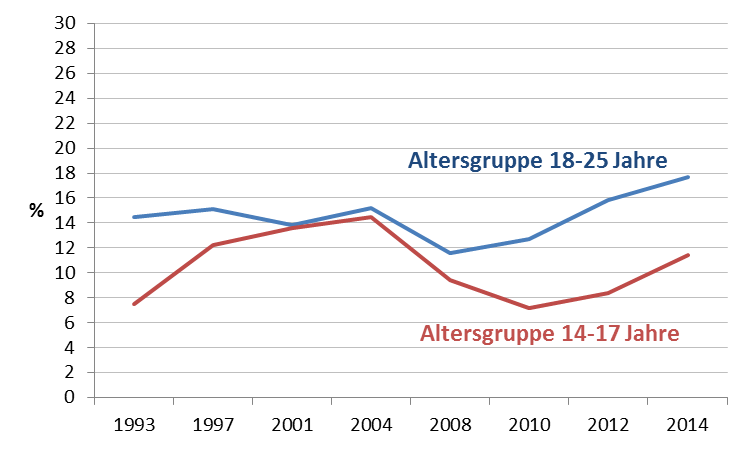
Anteil Heranwachsender und junger Erwachsener in Deutschland, die in den letzten 12 Monaten mindestens einmal Cannabis konsumierten, 1993–2014

Laut Befragungen aus dem Jahr 2015 haben in Deutschland rund 7 % der 12- bis 17-Jährigen und rund 6 % der Erwachsenen in den zwölf Monaten vor der Befragung Cannabis konsumiert.
2014 schätzte eine Studie der Bundeszentrale für gesundheitliche Aufklärung in Deutschland, dass 17,7 % der jungen Erwachsenen im Alter von 18 bis 25 Jahren in den vergangenen zwölf Monaten mindestens einmal Cannabis konsumiert hatten. Bei den 14- bis 17-Jährigen waren es 11,4 %. Der Anteil derer, die regelmäßig Cannabis konsumieren (mehr als zehnmal in den letzten zwölf Monaten), lag in den Befragungen seit 2001 bei den 18- bis 25-Jährigen durchgehend unter 5 %, in der Altersgruppe der 14- bis 17-Jährigen unter 3 %.
Bei der zwischen Oktober 2005 und Mai 2006 in Nordamerika und Europa durchgeführten Umfrage Health behaviour in school-aged children (HBSC) gaben 18 % der 15-jährigen Schüler an, schon einmal Cannabis konsumiert zu haben, darunter in der Schweiz 28 % (Mädchen) bzw. 36 % (Jungen), in Österreich jeweils 13 %, in Deutschland 14 % bzw. 18 %.
Als die Umfrage zwischen 2013 und 2014 wiederholt wurde, gaben 15 % der befragten 15-Jährigen an, schon einmal Cannabis konsumiert zu haben, darunter in der Schweiz 19 % (Mädchen) bzw. 29 % (Jungen), in Österreich 7 % und 13 %, in Deutschland 15 % und 18 %.
Für die Schweiz erbrachte eine im Jahr 2014 durchgeführte Bevölkerungsbefragung das Ergebnis, dass 31,5 % der Bevölkerung im Alter über 15 Jahren wenigstens einmal im Leben Erfahrungen mit Cannabis gemacht hatte, bei 6,7 % der Befragten auch in den letzten 12 Monaten, bei 3,0 % auch in den letzten 30 Tagen. Ausgehend von diesen Daten, hatten 210.000 Personen in der Schweiz 2014 Cannabis konsumiert.
In einer 2016 veröffentlichten, repräsentativen Studie mit Jugendlichen 9. Klassen aus Deutschland lag die Lebenszeitprävalenz von Cannabis (das heißt, schon jemals im Leben die Substanz probiert) bei 12,9 %. Von den im Durchschnitt 15 Jahre alten Jugendlichen hatten 11,7 % in den letzten 12 Monaten Cannabis konsumiert, der Anteil der regelmäßigen Nutzer (mehr als 12-mal im Jahr) lag bei 3,2 %. Das durchschnittliche Erstkonsumalter lag bei 14,3 Jahren.
Es gab Unterschiede im Konsumverhalten von Jugendlichen mit und ohne Migrationshintergrund: Schon jemals im Leben konsumiert hatten 15,2 % der Jugendlichen mit Migrationshintergrund bzw. 12,6 % der Jugendlichen ohne Migrationshintergrund. Der Anteil der Konsumenten in den letzten 12 Monaten lag bei Jugendlichen mit Migrationshintergrund bei 13,6 %, bei Jugendlichen ohne Migrationshintergrund bei 11,5 %.
Laut dem 2021-Jahresbericht der UNODC steht in Afrika und manchen lateinamerikanischen Ländern der größte Teil von Drogentherapien im Zusammenhang mit einer Cannabis-Sucht. In der Europäischen Union seien Hanf-Drogen die Ursache für rund 30 Prozent der Drogentherapien.

### Auswirkungen der Legalisierung und Prohibition von Cannabis auf die Konsumentenzahl
Eine Systematische Übersichtsarbeit der Wissenschaftliche Dienste des Deutschen Bundestages vom 21. November 2019 behandelte die Frage, ob eine Legalisierung eine steigende Konsumentenzahl zur Folge haben könnte und insbesondere Jugendliche zum Konsum von Cannabis animiert werden könnten. Es wurde weiterhin der Frage nachgegangen, ob es bereits Daten oder Studien gibt, die einen Zusammenhang zwischen der Legalisierung von Cannabis und/oder anderer Drogen und der Anzahl der (Erst-)Konsumenten herstellen. Untersucht wurden die Länder Belgien, Niederlande, Kanada, Portugal, Uruguay und USA, in denen die Cannabisprohibition teilweise oder ganz aufgehoben wurde.
Die Studie der Wissenschaftliche Dienste des Deutschen Bundestages zitiert unter anderem Beobachtungen einer weiteren Übersichtsstudie von Eastwood et al. (2016), welche die Entkriminalisierungsbewegungen in Holland, den USA und Portugal u. a. seit 1976 bis 2016 untersuchte, und kam zu folgendem Fazit:

„dass die Verfolgung einer strikten Drogenpolitik wenig bis keinen Einfluss auf das Konsumverhalten hat”. Vielmehr “wiesen einige der Länder mit den strengsten gesetzlichen Regelungen einige der höchsten Prävalenzraten im Hinblick auf den Drogenkonsum auf, während Länder, die eine Liberalisierungspolitik verfolgen, einige der niedrigsten Prävalenzraten aufwiesen.“

Eine kurze Zusammenfassung einiger ausgewählter Ergebnisse von Eastwood (2016) für einige Länder (Portugal, Belgien, Niederlande, USA) findet sich in deutscher Sprache in der Stellungnahme des von der EU und dem deutschen Bundesministerium für Gesundheit geförderten Fachverbands Drogen- und Suchthilfe e. V. (2019): Entkriminalisierung von Cannabiskonsument*innen und Ausgestaltung der Regulierung.

### Cannabis in der Populärkultur
In der europäischen und amerikanischen Jugendkultur ist Cannabis seit den späten 1960er Jahren verbreitet. Cannabis wurde seit den 1990er-Jahren in diversen Jugendkulturen thematisiert, vor allem im Hip-Hop und Reggae. Im Film hat sich das Genre des Stoner-Movie entwickelt. Daneben existieren themenspezifische Zeitschriften wie etwa Grow! und Highway im deutschsprachigen Raum oder High Times in den USA. Verschiedene Museen wie das Hash Marihuana & Hemp Museum, das Hash Marihuana & Hemp Museum (Barcelona) und Hanfmuseum sind unter anderem der Darstellung von Cannabis als Rauschmittel gewidmet. Beispiele für musikalische Werke zum Thema sind das Album Legalize It oder das Lied Gebt das Hanf frei!. Weiterhin werden themenspezifische Festivals wie das Portland Hempstalk Festival veranstaltet und es existieren Computerspiele wie beispielsweise HighGrow.

### Umfragen zu einer möglichen Legalisierung in Deutschland
In einer Umfrage des Meinungsforschungsinstituts Forsa von Ende 2017 lehnten 63 % der Befragten eine Legalisierung von Cannabis in Deutschland ab. 34 % befürworten dagegen eine solche Legalisierung. Besonders hoch fiel die Ablehnung bei Frauen (70 %), Bürgern über 60 Jahren (72 %) sowie Anhängern von Union und SPD (jeweils 72 %) aus. Überdurchschnittlich für eine Legalisierung sprachen sich Menschen unter 30 Jahren (43 %), Anhänger der Linkspartei (55 %), der Grünen (46 %) und der AfD (41 %) aus.

### Cannabis in der Schweiz
Cannabis ist mit über 200.000 Konsumenten die am weitesten verbreitete illegale Substanz in der Schweiz. Bereits drei eidgenössische Volksinitiativen (1997, 1998 und 2008), die mitunter den Umgang mit Cannabis neu zu regeln versuchten, wurden von den Wählern abgelehnt. Bisher lehnten Bundesrat, Parlament und Volk sowohl eine verstärkte Repression als auch einen Schritt in Richtung Legalisierung ab.
Im Jahr 2021 führte das Meinungsforschungsinstitut Sotomo eine repräsentative Bevölkerungsbefragung unter 3166 Schweizer Wahlberechtigten im Auftrag des Schweizer Bundesamts für Gesundheit durch. Die Befragung ergab gemäß dem eingesetzten Analysemodell eine mehrheitliche Befürwortung der Cannabislegalisierung in der Schweiz. Die Befragten gaben als wichtigste Maßnahmen im Falle einer zukünftigen Legalisierung eine umfangreiche gesetzliche Regulierung – wie zum Beispiel eine Beschränkung des THC-Gehalts, eine Besteuerung, eine Nulltoleranz am Steuer oder eine Regelung der Verkaufs- und Produktionsstandorten – an.

## Autofahren unter Cannabiseinwirkung
Es besteht eine widersprüchliche Studienlage zum Thema Cannabis und Fahrtüchtigkeit oder Fahreignung. In den meisten Studien besteht Einigkeit darüber, dass die Fahrtüchtigkeit im akuten Cannabisrausch bis zu einer Stunde nach dem Konsum beeinträchtigt ist. Zwei bis drei Stunden nach Konsum besteht dagegen bei Einmalkonsumenten ein verringertes Unfallrisiko, da die Konsumenten vorsichtiger und langsamer fahren. Experten wie Franjo Grotenhermen kritisieren jedoch die Aussagekraft von experimentellen Studien in diesem Bereich, da diese lediglich abschätzen können, ob Cannabis ein Potenzial zur Beeinträchtigung von Fahrtüchtigkeit und Fahreignung besitzt – nicht jedoch, ob und in welchem Umfang sich dieses Potenzial auch im Straßenverkehr manifestiert. Die Frage, ob Cannabis das Unfallrisiko erhöht, wird am besten durch epidemiologische Untersuchungen beantwortet. Die größte epidemiologische Studie zu diesem Thema mit über 9000 Teilnehmern wurde 2015 von der US-amerikanischen Behörde für Verkehrssicherheit National Highway Traffic Safety Administration (NHTSA) publiziert. Demnach besteht nach Korrektur von Alter, Geschlecht, Herkunft und Alkoholkonsum kein erhöhtes Risiko für einen Verkehrsunfall nach Cannabiskonsum im Vergleich zur Kontrollgruppe ohne Cannabiskonsum.

### Deutschland
In Deutschland sorgten Urteile des Bundesverfassungsgerichts (Juni 2002, Dezember 2004) für eine gewisse Liberalisierung der bis dahin relativ strengen Praxis der Behörden. So entschied das Bundesverfassungsgericht im Dezember 2004, dass bis zu einem Grenzwert von 1,0 ng/ml aktivem THC im Serum (Blut) nicht zwangsläufig eine Gefahr für den Straßenverkehr ausgeht.
Nach Fahrten unter Drogeneinfluss (über dem Grenzwert 1,0 ng/ml aktivem THC oder über 150 ng/ml von dessen Abbauprodukt THC-COOH, bei direkter Blutentnahme nach dem Konsum – bei zurückliegendem Konsum über 75 ng/ml) wird von der zuständigen Fahrerlaubnisbehörde der Führerschein üblicherweise sofort entzogen und eine Medizinisch-Psychologische Untersuchung (MPU) verlangt. Bei wiederholtem Auffallen, auch unter dem Grenzwert, kann die Behörde einen Drogentest oder ein Ärztliches Gutachten (ÄG) verlangen, da sie dann von gelegentlichem bis regelmäßigem Drogenmissbrauch ausgeht. Für die Dauer einer erforderlichen, nachzuweisenden Abstinenzzeit (meist 12 Monate) wird die Fahrerlaubnis entzogen, falls dies nicht schon vorher geschehen ist. Die Kosten für die MPU hat der Führerscheininhaber zu tragen. Wird Cannabiskonsum ohne aktive Teilnahme am Straßenverkehr aktenkundig, wird dieses in der Regel der Verwaltungsbehörde gemeldet und führt zumindest zu einem Eintrag in die Führerscheindatei. Diese Maßnahme kann auch nach bloßem widerrechtlichen Besitz oder einem positiven Drogentest als Beifahrer getroffen werden. Abhängig vom Ergebnis des ärztlichen Gutachtens, darf der Betroffene die Fahrerlaubnis behalten oder es folgt die Anordnung einer MPU zur Klärung von Eignungszweifeln.
Im April 2023 kündigte die Bundesregierung folgende Änderungen für die nähere Zukunft an: „Die Grenzwerte im Straßen-, Schiffs- und Luftverkehr werden unter Einbeziehung der einschlägigen Fachgremien überprüft. Regelungen über die Zulässigkeit von Fahrten unter Einfluss von Cannabis orientieren sich dabei ausschließlich an den Erfordernissen der Verkehrssicherheit.“ Im März 2024 empfahl eine Expertenkommission des Bundesverkehrsministeriums einen THC-Grenzwert von 3,5 Nanogramm je Milliliter Blutserum. Im Juni 2024 beschloss der Bundestag eine entsprechende Änderung des Konsumcannabisgesetzes. Mit diesem gilt, wie von der Arbeitsgruppe vorgeschlagen, ein THC-Grenzwert 3,5 ng/ml für Kraftfahrzeugführer (für Fahranfänger gilt ein noch strengerer Grenzwert).

### Österreich und Schweiz
In Österreich existiert derzeit (Juli 2025) kein Grenzwert. In der Schweiz liegt der Grenzwert bei 1,5 Nanogramm pro Milliliter Blut. Da bei der Berechnung jedoch 30 % abgezogen werden, liegt er faktisch bei 2,2 Nanogramm pro Milliliter Blut. Auch wer unter diesem Grenzwert liegt, muss jedoch mit einer Bestrafung wegen des in der Schweiz strafbaren Konsums von Cannabis rechnen.

### Niederlande
In den Niederlanden liegt der Grenzwert bei 3 Nanogramm pro Milliliter Blut.

### Luxemburg
Der Grenzwert liegt bei 1 Nanogramm pro Milliliter Blut.

## Rechtslage

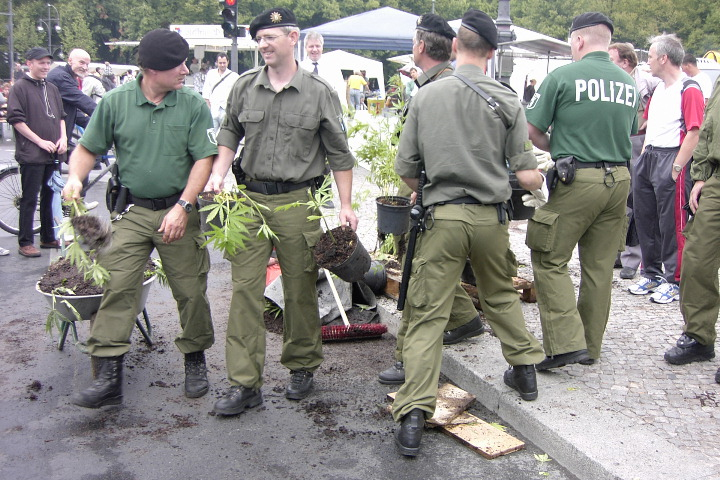
Vernichtung von Nutzhanfpflanzen durch Polizisten auf der Hanfparade, 2006

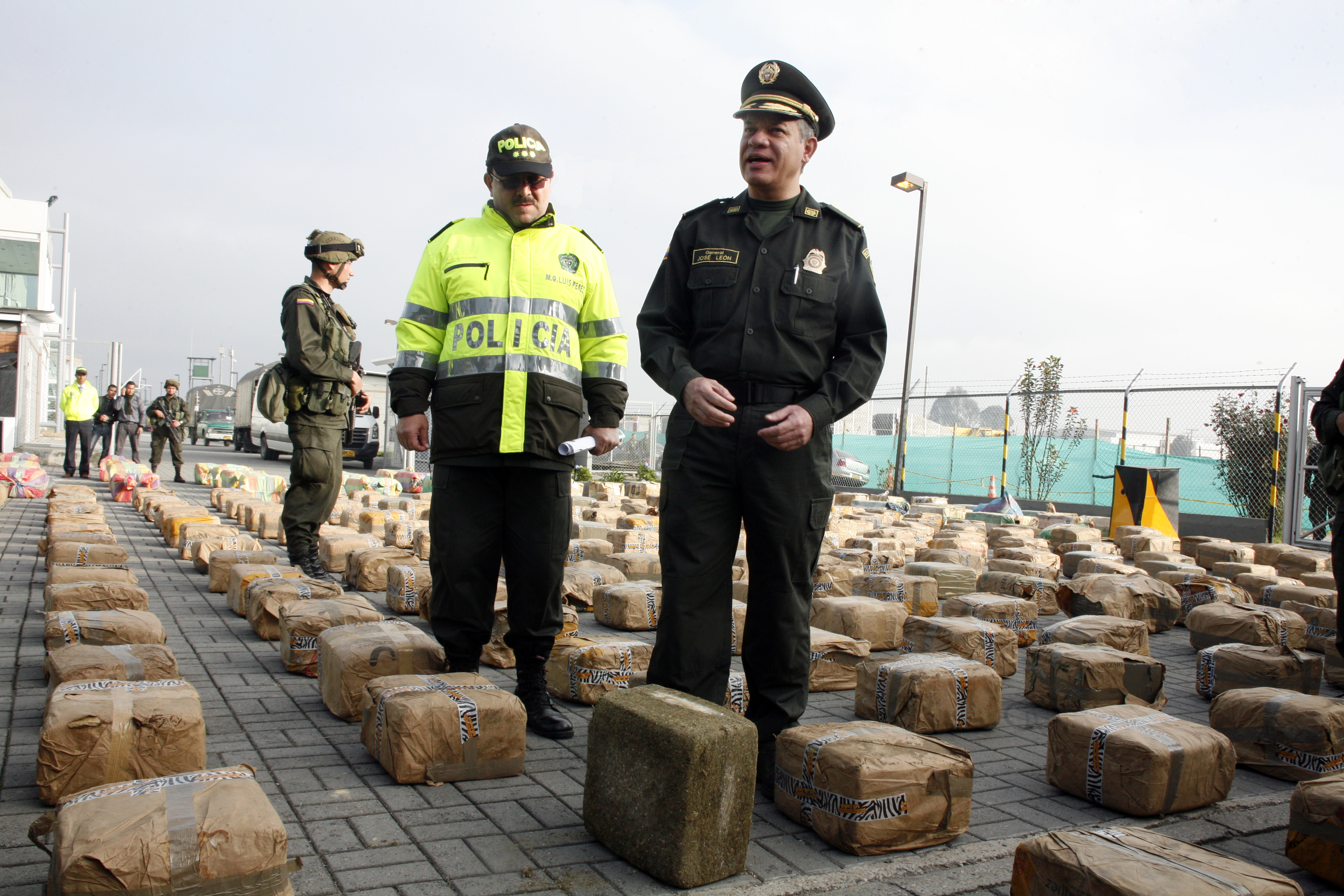
5879 Kilogramm von der Polizei beschlagnahmtes Cannabis in Bogota 2013

Entsprechend den Bestimmungen des Einheitsabkommens über die Betäubungsmittel 1961, das von fast allen Staaten der Welt ratifiziert wurde, sind die Erzeugung, der Besitz und der Handel von Cannabis in vielen Ländern verboten, in einigen Ländern ist auch der Konsum illegal.
Zum 1. April 2024 wurde die Position „Cannabis“ aus den Anlagen I und III des BtMG gestrichen.

### Ausnahmen
Eine Ausnahme sind die Niederlande mit ihren Coffeeshops, wo Erwerb und Besitz geringer Mengen Cannabis (bis zu 5 Gramm bzw. 30 Gramm) geduldet und somit de facto straffrei sind, obwohl Cannabis in den Niederlanden de jure auch weiterhin illegal und verboten ist.
- In Spanien existieren mehrere Hundert Cannabis Social Clubs, wo Spanier und Ausländer legal Cannabis erwerben und rauchen dürfen.[212]
- Die Ampelkoalition, die sich nach der Bundestagswahl 2021 in Deutschland gebildet hat, hat in ihrem am 24. November 2021 veröffentlichten Koalitionsvertrag festgelegt, dass die kontrollierte Abgabe von Cannabis an Erwachsene zu Genusszwecken in lizenzierten Geschäften legalisiert wird.[213] Am 23. Februar 2024 beschloss der Bundestag das Cannabisgesetz. Dieses legalisiert den Besitz und Erwerb von maximal 25 Gramm bzw. 50 Gramm (in Privaträumen) Cannabis (Marihuana oder Haschisch) und die Gründung von Cannabis Social Clubs zum Zweck des Cannabisanbaus sowie den Eigenanbau von höchstens drei blühenden weiblichen Pflanzen. Einen Verkauf von Cannabis in lizenzierten Geschäften sieht das Gesetz nicht vor.[214] Da der Bundesrat am 22. März 2024 keine Mehrheit für einen Vermittlungsausschuss erreichte, trat das Gesetz am 1. April 2024 in Kraft.[215]
- Uruguay hat den Besitz und Verkauf von Cannabis legalisiert.[216]
- Kanada hat am 17. Oktober 2018 ebenfalls landesweit den Besitz und Verkauf von Cannabis für Erwachsene legalisiert.[217] Siehe: Rechtliche Stellung des Cannabisgebrauchs in Kanada
- 24 der 50 Bundesstaaten der USA sowie der Bundesdistrikt Washington, D.C. haben Cannabis zum Freizeitgebrauch legalisiert. In 23 dieser Bundesstaaten ist auch der Verkauf legal.[218] Siehe auch: Rechtliche Stellung des Cannabisgebrauchs in den USA
- In Mexiko wurde der Besitz und Anbau von Cannabis 2021 durch das Verfassungsgericht freigegeben – eine Regelung durch den Gesetzgeber steht jedoch noch aus.[219]
- In Südafrika wurde 2018 der Anbau von Marihuana zum Eigenverbrauch und der Besitz und Konsum außerhalb der Öffentlichkeit durch das Verfassungsgericht für legal erklärt.[220] Im Mai 2024 wurde die Verfassungsgerichtsentscheidung durch den Cannabis for Privat Purposes Act in geltendes Recht umgesetzt.[221]
- Das Parlament Maltas hat als erstes EU-Land am 14. Dezember 2021 die teilweise Legalisierung von Cannabis beschlossen. Das Gesetz trat am 18. Dezember 2021 mit der Unterschrift des maltesischen Präsidenten George Vella in Kraft.[222] Dadurch wird für Erwachsene unter anderem das Mitführen von bis zu sieben Gramm Cannabis und der begrenzte Anbau legalisiert. Die Abgabe von Cannabis soll über Vereine (Cannabis Associations) zum gemeinsamen Cannabisanbau erfolgen. Der Konsum in der Öffentlichkeit bleibt verboten.[223]
- In Thailand wurde der Anbau, Konsum, Besitz und Verkauf von Marihuana im Juni 2022 legalisiert. Nichtregistrierter Anbau und Cannabisextrakte (Haschisch) mit einem Gehalt von mehr als 0,2 % THC blieben weiterhin illegal.[224] Seit dem 26. Juni 2025 ist die Abgabe von Marihuana nur noch mit einer Verschreibung zulässig. Shops erhalten künftig die Möglichkeit, ihr Personal online durch traditionelle Thai-Medizin-Ausbilder zertifizieren zu lassen. Auch Apotheker und Zahnärzte dürfen Rezepte ausstellen – nicht nur voll ausgebildete Ärzte in Kliniken. Viele Verkaufsstellen planen daher, wie Apotheken direkt vor Ort Verschreibungen auszustellen. Der Anbau von Cannabis im eigenen Haushalt zur persönlichen Nutzung bleibt weiterhin erlaubt und rezeptfrei.[225]
- In Luxemburg wurde im Juni 2023 ein Gesetz verabschiedet, das den Anbau von bis zu 4 Cannabispflanzen pro Haushalt legalisiert und der Besitz und Erwerb von bis zu 3 Gramm Cannabis zur Ordnungswidrigkeit zurückstuft.[226] Das Gesetz trat am 21. Juli 2023 in Kraft.[227] In einer zweiten Phase des Gesetzes ist auch der legale Verkauf von Cannabis an 14 Verkaufspunkten geplant. Die Verkaufsmenge soll auf 30 Gramm pro Monat beziehungsweise fünf Gramm am Tag limitiert werden. Der Verkauf erfolgt nur an Einwohner Luxemburgs.[228]
- In Tschechien wurde die Legalisierung von Cannabis durch die Regierung angekündigt. Sie soll bis 2025 umgesetzt werden.[229] Ein im Januar 2024 vorgelegter Gesetzesvorschlag enthielt jedoch keine Möglichkeit zum legalen Verkauf, nur den legalen Eigenanbau und die Möglichkeit zur Gründung von Cannabis Social Clubs.[230]
- In der Schweiz ist der Besitz von bis zu 10 Gramm Cannabis zum Eigenkonsum erlaubt. Diese Menge darf laut einem Urteil des Bundesgerichtes auch nicht beschlagnahmt werden.[231] Auch die Einfuhr von bis zu 10 Gramm Cannabis in die Schweiz ist legal.[232]
- In vielen anderen Ländern ist außerdem der Besitz einer geringen Menge Cannabis für den Eigengebrauch teilweise entkriminalisiert,[99] wobei von Land zu Land verschiedene Mengen als gering gelten.

### Auswirkungen der Illegalität
Die überwiegende Mehrheit der Cannabiskonsumenten in Europa werden durch unregulierte und illegale Märkte versorgt. Die Qualität der Produkte in Hinsicht auf Beimengungen oder Belastung mit Pflanzenschutzmitteln ist unter diesen Umständen nicht gesichert. Beispielsweise fanden sich bisweilen in illegalen Cannabisprodukten gesundheitsschädliche Mengen von Blei. Ein weiteres Risiko der Illegalität „besteht gerade für alle gewohnheitsmäßigen Konsumenten in der rigiden Strafverfolgung in Deutschland. Mehr als 100.000 jährlich gegen Konsumenten eingeleitete Verfahren führen zu einer hohen Zahl an Geld- und Haftstrafen, insbesondere auch zu Problemen in Schule, Ausbildung und Beruf sowie häufig zum Verlust des Führerschein“, so die Deutsche Hauptstelle für Suchtfragen. Weiterhin konstatiert der Fachverband Drogen- und Suchthilfe 2019, dass die Repressionskosten bei Polizei- und Justizbehörden wesentlich höher sind als die Kosten für Hilfsangebote für Cannabiskonsumenten mit Gesundheitsproblemen.

### Allgemeine Darstellungen
- Ivan D. Montoya, Susan R. B. Weiss: Cannabis Use Disorders. Springer, 2018, ISBN 978-3-319-90365-1 (englisch, google.com).
- Roger G. Pertwee: Handbook of Cannabis. Oxford University Press, 2014, ISBN 978-0-19-966268-5 (englisch, google.com).
- Bernhard van Treeck: Das große Cannabis-Lexikon. Schwarzkopf & Schwarzkopf, Berlin 2000, ISBN 3-89602-268-7.

### Übersichtsarbeiten
- Eva Hoch, Miriam Schneider, Chris Maria Friemel (Hrsg.): Cannabis: Potenzial und Risiko – Eine wissenschaftliche Bestandsaufnahme. Springer, Heidelberg 2019, ISBN 978-3-662-57291-7, doi:10.1007/978-3-662-57291-7 (478 S., bundesgesundheitsministerium.de [PDF; 13,0 MB]). Kurzbericht, 8 S., PDF (PDF; 156 kB).
- World Health Organization, Expert Committee on Drug Dependence (Hrsg.): Critical Review of Cannabis and cannabis resin (PDF; 3,7 MB) Delta-9-tetrahydrocannabinol (PDF; 2,6 MB) Extracts and tinctures of cannabis (PDF; 2,0 MB) Isomers of THC (PDF; 3,2 MB). Department of Essential Medicines and Health Products, 2018. (engl. Abstract: WHO endorses decisions of Expert Committee on cannabis and other substances).
- National Academies of Sciences, Engineering, and Medicine: Health Effects of Cannabis and Cannabinoids: The Current State of Evidence and Recommendations for Research. 2017, Washington, DC: The National Academies Press. doi:10.17226/24625, ISBN 978-0-309-45304-2.